# La leggenda di Korra
La leggenda di Korra (The Legend of Korra) è una serie animata statunitense, creata da Michael Dante DiMartino e Bryan Konietzko. Sequel di Avatar - La leggenda di Aang, andata in onda su Nickelodeon, la serie è stata trasmessa sullo stesso canale per la prima volta da aprile 2012 al dicembre 2014. In Italia lo show è andato in onda su Nickelodeon tra il dicembre 2012 e l'agosto 2015.
Come nella serie precedente, i personaggi sono in grado di "dominare" i quattro elementi (acqua, terra, fuoco, aria), ma solo una persona, chiamata Avatar, può dominarli tutti e quattro, e lui o lei è responsabile di mantenere la pace e l'equilibrio nel mondo. In questa serie, ambientata settanta anni dopo gli eventi de La leggenda di Aang, seguiamo le avventure di Korra, una ragazza proveniente dalla Tribù dell'Acqua del Sud e attuale reincarnazione dell'Avatar, erede di Aang dopo la morte di quest'ultimo.
La serie, il cui stile è influenzato dall'animazione giapponese, è stata annunciata al Comic-Con a San Diego nel 2010. La maggior parte dell'animazione è stata fatta dallo Studio Mir della Corea del Sud e alcuni dalla Pierrot Co. del Giappone (esclusivamente per sette episodi della seconda stagione). Diverse persone coinvolte nella creazione di Avatar - La leggenda di Aang, tra cui il designer Joaquim Dos Santos, lo scrittore Tim Hedrick e i compositori Jeremy Zuckerman e Benjamin Wynn, sono tornati a lavorare sul sequel.  Il successo riscontrato dalla serie ha portato alla creazione di videogiochi, giochi da tavolo, romanzi e fumetti, inediti in Italia.
La serie ha ricevuto recensioni generalmente positive, traendo favorevoli paragoni con la serie HBO Il Trono di Spade e con il lavoro di Hayao Miyazaki. È stata elogiata per i suoi valori di produzione, come la qualità dell'animazione, lo stile artistico e la colonna sonora. La serie è stata nominata e premiata agli Annie Award, e ha ricevuto inoltre un Daytime Emmy Award e un Gracie Award. La serie è stata anche elogiata per affrontare questioni sociopolitiche come disordini sociali e terrorismo, oltre che per andare al di là dei confini stabiliti dell'intrattenimento giovanile in relazione a questioni di razza, genere e orientamento sessuale.

## Trama

### Prima stagione
Korra è una ragazza di 17 anni proveniente dalla Tribù dell'Acqua del Sud. Ha già appreso le tecniche del dominio dell'Acqua, della Terra e del Fuoco, ma deve completare l'addestramento da Avatar imparando il dominio dell'Aria, che le sarà insegnato da Tenzin, il figlio di Aang e Katara. Per far ciò, Korra, seguirà Tenzin a Città della Repubblica, fondata dal precedente Avatar, Aang, e dal Signore del Fuoco, Zuko, dove dominatori e non-dominatori vivono in pace. Durante la sua permanenza in città, Korra conosce Mako e Bolin, due fratelli orfani che lottano nel campionato di dominio sportivo: Mako domina il Fuoco mentre Bolin la Terra. Korra si innamorerà di Mako, ma tra loro si inserirà Asami Sato, la figlia del più potente industriale di Città della Repubblica, che li aiuterà nella lotta contro il subdolo Amon. L'ambizioso politico Tarrlok arruola Korra per combattere una rivolta di non-dominatori, i Paritari, comandati da Amon, intenzionato ad instaurare con la forza la "parità" privando del loro dominio tutti i dominatori. Korra e i suoi amici, aiutati dal capo della polizia Lin Beifong e dal generale delle Forze Unite Iroh, smascherano Amon come dominatore del sangue e fratello di Tarrlok, ponendo fine al colpo di Stato dei Paritari. L'incontro spirituale con il suo predecessore Aang consente a Korra di realizzare i suoi poteri e di ripristinare le capacità di dominio delle vittime di Amon.

### Seconda stagione
Sei mesi dopo, i mari della terra sono terrorizzati dagli spiriti oscuri. Korra si rivolge al suo zio Unalaq, capo della Tribù dell'Acqua del Nord, come guida per imparare a placare gli spiriti, decidendo quindi di aprire i portali polari al Mondo degli Spiriti. Unalaq quindi prende il potere nella Tribù dell'Acqua del Sud con la forza, dando inizio a una guerra civile in cui è opposto da suo fratello, il padre di Korra, Tonraq. Alla ricerca di alleati contro Unalaq, Korra ripercorre la vita del primo Avatar, Wan, che ha fuso la sua anima con lo spirito della luce, Raava, per imprigionare il suo avversario, lo spirito dell'oscurità, Vaatu. Aiutato dai suoi gemelli Eska e Desna, Unalaq libera Vaatu durante la Convergenza armonica, un allineamento plurimillenario dei pianeti, e si unisce a lui per diventare un Avatar oscuro. Mentre Korra combatte questa entità, il suo collegamento con gli Avatar precedenti viene distrutto per sempre, ma con l'aiuto della figlia di Tenzin Jinora, sconfigge Vaatu e Unalaq e lascia aperti i portali spirituali, consentendo una nuova coesistenza di spiriti e umani.

### Terza stagione
Due settimane dopo lo scontro tra Korra e Vaatu, in tutto il mondo persone fino ad allora prive di dominio sviluppano i poteri di dominio dell'aria, come risultato dell'ultima Convergenza armonica. Mentre Tenzin, Korra e i suoi amici viaggiano per reclutarli e ristabilire gli estinti Nomadi dell'Aria, il criminale Zaheer, essendo diventato anche lui un dominatore dell'aria, fugge dalla sua prigione, libera i suoi alleati Ghazan, Ming-Hua e P'Li, e tenta di rapire l'Avatar. Questo piano fallisce grazie all'aiuto di Suyin Beifong, la sorellastra di Lin, con la quale non ha rapporti da anni. Zaheer e la sua squadra - membri del Loto Rosso, una società segreta anarchica - uccidono la Regina della Terra, gettando il suo regno nel caos e tentando di forzare la resa di Korra prendendo in ostaggio i Nomadi dell'Aria, tra cui Opal, la figlia di Suyin. Nel confronto finale, i compagni di Zaheer vengono uccisi mentre lui viene catturato dai Nomadi dell'Aria guidati da Jinora. Due settimane dopo, una Korra indebolita e costretta su una sedia a rotelle osserva la cerimonia di Jinora che viene consacrata maestra dominatrice dell'aria, mentre Tenzin annuncia che i Nomadi dell'Aria proteggeranno il mondo in assenza dell'Avatar.

### Quarta stagione
Tre anni dopo la sconfitta di Zaheer, Korra si sta riprendendo lentamente dalle ferite riportate nel combattimento, viaggiando per il mondo da sola e perseguitata dalla paura. Nel frattempo, l'ex capo della sicurezza di Suyin, Kuvira, riunisce il fratturato Regno della Terra con i dominatori del metallo che le sono fedeli e si rifiuta di lasciare il potere all'impopolare erede al trono, il principe Wu. Alla testa del suo nuovo "Impero della Terra" totalitario, Kuvira si impadronisce della città Zaofu di Suyin e pone le sue mire sulla Repubblica Unita, che rivendica per la sua nazione. Con l'aiuto di Toph Beifong, Korra si libera dai resti del veleno di Zaheer, ma dopo aver perso un duello con Kuvira a Zaofu, permette a Zaheer di aiutarla a superare le sue paure e riconnettersi pienamente con il suo Spirito Avatar, Raava. Quando Kuvira attacca Città della Repubblica con un gigantesco mecha che trasporta una superarma alimentata dallo spirito, Korra e i suoi amici, incluso l'inventore Varrick e la sua assistente Zhu Li, uniscono le loro forze per fermare il colosso. Solo dopo che l'arma di Kuvira ha accidentalmente aperto un terzo portale nel Mondo degli spiriti, distruggendo gran parte della città, subisce la sconfitta. La serie si conclude con la prospettiva della democrazia per l'ex Regno della Terra, e con Korra e Asami che partono insieme per una vacanza nel Mondo degli spiriti.

## Episodi
| Stagione         | Libro                    | Episodi | Prima USA | Prima Italia |
| ---------------- | ------------------------ | ------- | --------- | ------------ |
| Prima stagione   | Libro primo: Aria        | 12      | 2012      | 2012         |
| Seconda stagione | Libro secondo: Spiriti   | 14      | 2013      | 2015         |
| Terza stagione   | Libro terzo: Cambiamento | 13      | 2014      | 2015         |
| Quarta stagione  | Libro quarto: Equilibrio | 13      | 2014      | 2015         |

## Personaggi e doppiatori
- Korra (stagioni 1-4), voce originale di Janet Varney e Cora baker (da bambina), italiana di Domitilla D'Amico.
- Mako (stagioni 1-4), voce originale di David Faustino, italiana di Daniele Raffaeli.
- Bolin (stagioni 1-4), voce originale di P. J. Byrne, italiana di Gabriele Patriarca.
- Tenzin (stagioni 1-4), voce originale di J. K. Simmons, italiana di Roberto Draghetti.
- Asami Sato (stagioni 1-4), voce originale di Seychelle Gabriel, italiana di Valentina Mari.
- Lin Beifong (stagioni 1-4), voce originale di Mindy Sterling, italiana di Isabella Pasanisi (st. 1-3-4) e Emilia Costa (ep. 3x6)
- Jinora (stagioni 1-4), voce originale di Kiernan Shipka, italiana di Giulia Tarquini.

## Produzione

### Concezione e sviluppo
La serie è stata co-creata e prodotta da Michael Dante DiMartino e Bryan Konietzko, autori di Avatar - La leggenda di Aang, presso i Nickelodeon Animation Studios a Burbank, in California. Nel 2010, pochi mesi dopo l'uscita dell'artbook Avatar: The Last Airbender - The Art of the Animated Series, pubblicato da Dark Horse Comics e scritto da DiMartino e Konietzko, Nickelodeon chiese ai due autori di realizzare una nuova serie, dando loro carta bianca dal punto di vista creativo. Inizialmente poco convinti a tornare nel mondo dell'animazione dopo la lunga esperienza con Avatar, decisero infine di accettare la proposta di Nickelodeon: Konietzko, a proposito del suo ritorno al lavoro nel mondo dell'animazione, ha detto che "è come se fossi fuggito da un edificio in fiamme, e poi fossi tornato di corsa dentro per qualche motivo sconosciuto." Joaquim Dos Santos e Ryu Ki-Hyun, che hanno lavorato all'animazione e al design della serie originale, sono stati coinvolti anche nella creazione de La leggenda di Korra, così come lo storyboarder Ian Graham. Jeremy Zuckerman e Benjamin Wynn, che ha composto la colonna sonora della serie originale con il nome di "The Track Team", sono tornati a lavorare per il sequel.
DiMartino e Konietzko idearono Korra, la protagonista della serie, quasi subito nel processo creativo: erano consapevoli che il successore di Aang dovesse essere un personaggio caparbio e aggressivo, che non si sarebbe mai tirato indietro da una lotta ma che avrebbe avuto un lato vulnerabile. Per quanto riguarda la veste grafica di Korra, DiMartino e Konietzko hanno ricevuto l'aiuto da Joaquim Dos Santos e Ki-Hyun Ryu. Prima di mettersi al lavoro sul design del personaggio, Dos Santos è stato contattato dai creatori della serie, i quali gli avevano descritto Korra come "una versione della Tribù dell'Acqua di una snowboarder o una lottatrice di arti marziali". Il nome di Korra fu stabilito molto tempo dopo che il personaggio fu immaginato, quando Konietzko e DiMartino sentirono "Cora", il nome del cane di un albergatore, che venne mantenuto e modificato solo in ortografia. Secondo il direttore dell'animazione Yoo Jae-myung, Nickelodeon inizialmente era riluttante ad approvare la serie poiché, a differenza di quasi tutte le serie animate americane, la protagonista era una ragazza. La saggezza convenzionale, secondo Konietzko, sosteneva che "le ragazze guarderanno spettacoli sui ragazzi, ma i ragazzi non guarderanno spettacoli sulle ragazze". I creatori alla fine persuasero i dirigenti del canale a cambiare idea. Konietzko ha riferito che nelle proiezioni di test, i ragazzi hanno detto che il fatto che Korra fosse una ragazza non aveva importanza per loro: "Hanno solo detto che era fantastica".
La produzione della serie è stata annunciata all'annuale Comic-Con di San Diego il 22 luglio 2010, e avrebbe dovuto essere rilasciata originariamente nell'ottobre 2011. Provvisoriamente la serie era intitolata Avatar: Legend of Korra e sarebbe dovuta essere una miniserie di dodici episodi ambientata nello stesso universo immaginario dello spettacolo originale, ma dopo settanta anni. Nel 2011, il titolo è stato cambiato in The Last Airbender: Legend of Korra e ancora nel marzo 2012 in The Legend of Korra. La prima puntata è stata infine rimandata al 14 aprile 2012. Il lavoro di animazione è stato svolto principalmente dallo studio di animazione sudcoreano Studio Mir. Nickelodeon inizialmente declinò l'idea dei creatori di realizzare film d'animazione su Avatar basato su quelli che poi sono diventati i fumetti in tre parti The Promise, The Search e The Rift, scegliendo invece di espandere La leggenda di Korra a 26 episodi. Così come per la serie precedente, gli episodi sono stati raggruppati in quattro stagioni separate ("Libri") composte da dodici a quattordici episodi ("Capitoli") ciascuna.

### Regia e sceneggiatura

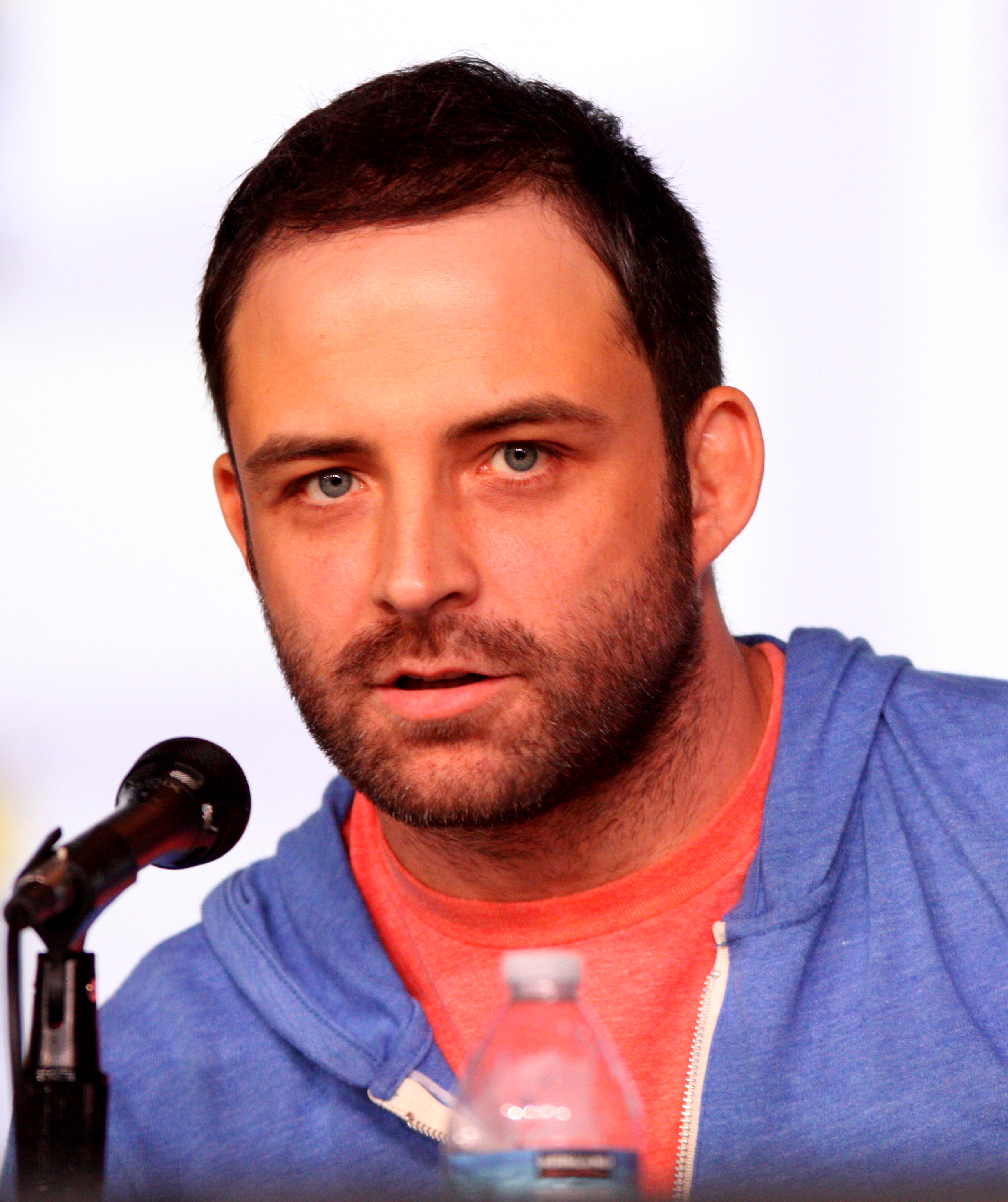
Joaquim Dos Santos, uno dei registi della serie, aveva già lavorato ad Avatar - La leggenda di Aang.

Per l'intera prima stagione, ad occuparsi della sceneggiatura furono DiMartino e Konietzko, omettendo "episodi riempitivi" per creare una storia concisa, mentre la regia venne affidata a Joaquim Dos Santos e a Ki Hyun Ryu. Una volta che la serie venne ampliata di altre tre stagioni fino ad arrivare agli attuali 52 episodi, la produzione divenne più simile a quella de La leggenda di Aang; infatti il team creativo si allargò sempre più arrivando ad includere anche molti registi e scrittori che avevano già lavorato alla serie precedente, tra cui Joshua Hamilton e Ian Graham, in modo che i creatori potessero concentrarsi sul lavoro di progettazione.
Secondo Bryan Konietzko, lo sviluppo della seconda stagione è stato il più difficile, la quale ha richiesto più tempo per la realizzazione rispetto a qualsiasi stagione fosse stata prodotta prima, tra Avatar - La leggenda di Aang e il Libro primo de La leggenda di Korra. Konietzko ha dichiarato che "ogni giorno, per mesi e mesi, sembrava che continuassimo a prenderci a calci mentre eravamo giù." Per illustrare la durata del processo di produzione (circa 10-12 mesi per episodio) e la sovrapposizione delle varie fasi, Konietzko ha detto nel luglio 2013 che il suo team stava già sviluppando gli storyboard per il primo episodio della quarta stagione, mentre gli ultimi episodi della seconda non erano ancora finiti. Il team, a un certo punto, ha lavorato a circa 30 episodi contemporaneamente: post-produzione per la seconda stagione, produzione per la terza e pre-produzione per la quarta. Alcune fasi della produzione, come la correzione del colore e le ripetizioni, sono continuate fino alla data del finale della serie, il 19 dicembre 2014. La quarta stagione ha iniziata la distribuzione online pochi mesi dopo il finale della terza stagione, il 3 ottobre 2014. Dopo che Nickelodeon ha tagliato il budget della stagione di un episodio, DiMartino e Konietzko hanno deciso di includere un clip show, che riutilizza l'animazione precedentemente prodotta, come dell'ottavo episodio (Ricordi) invece di licenziare molti membri dello staff creativo. Studio Mir è stato aiutato dal suo studio associato, una subunità chiamata Studio Reve, mentre lavorava sulla quarta stagione.
Riguardo allo sviluppo della tanto discussa scena finale destinata a mostrare le amiche Korra e Asami di diventare una coppia di fatto, Bryan Konietzko ha spiegato che inizialmente lui e DiMartino non hanno dato molto peso all'idea, supponendo che non sarebbero stati in grado di ottenere l'approvazione per ritrarre la loro relazione. Ma durante la produzione del finale decisero di testare quell'ipotesi, si informarono con il network e li trovarono supporto fino a un certo limite. Decisero quindi di cambiare la scena finale di Korra e Asami che si tengono per mano l'una di fronte all'altra in una posa che fa riferimento alla scena del matrimonio di pochi minuti prima.

### Influenze
Il design artistico di Città della Repubblica, descritta come "se Manhattan fosse in Asia", fu ispirato dagli anni '20 e incorpora influenze dall'architettura americana ed europea di quel periodo. Elementi di film noir e steampunk hanno influenzato anche il concetto di arte della città. Il progetto per la forza di polizia di dominatori del metallo si basa sulle uniformi della polizia di New York degli anni '20, miste alle armature di samurai.
Alcuni concept art scartati per Avatar - La leggenda di Aang, sono stati riutilizzati nel sequel: il cane polare di Korra, Naga, è stato sviluppato per la prima volta nel 2002 dal co-creatore Bryan Konietzko, che immaginò una creatura bipede-orso polare. I creatori non hanno mai trovato un posto per il personaggio nella prima serie, ma l'hanno riportata come compagna di Korra poiché volevano che avesse un modo di trasporto animale, e lo schizzo originale è stato rimodellato in base ai cani dei co-creatori.
Gli stili di combattimento impiegati dai personaggi nello show prequel Avatar - La leggenda di Aang derivano da diversi stili distinti delle arti marziali cinesi. Ambientato 70 anni dopo, lo stile di combattimento nella città multiculturale di Città della Repubblica è stato modernizzato e mescolato, con i creatori che incorporano tre stili primari: le arti marziali tradizionali cinesi, le arti marziali miste e il tricking. Lo sport pro-bending introdotto nella serie è stato ispirato dai tornei di arti marziali miste (MMA).
L'istruttore di arti marziali cinesi Sifu Kisu che ha lavorato a La leggenda di Aang, è tornato come consulente per le scene di combattimento in questa serie. I combattenti delle MMA Jeremy Humphries e Mac Danzig hanno avuto il merito di "fornire molte delle mosse che ci sono nell'arena di dominio sportivo", e Steve Harada e Jake Huang hanno fornito i salti e le acrobazie stilizzate di "tricking" lo stile di combattimento della serie.

### Animazione
La serie è stata prodotta principalmente come animazione tradizionale, con la maggior parte dei frame disegnati su carta in Corea del Sud dagli animatori di Studio Mir e scansionati per l'elaborazione digitale. Ogni episodio comprende circa 15.000 disegni. La serie fa uso occasionale di computer-generated imagery per scene o oggetti complessi, in particolare nelle animazioni dell'arena di dominio sportivo o nelle armature dei robot delle ultime stagioni.
Il lavoro di animazione della seconda stagione è stato realizzato dallo studio di animazione sudcoreano Studio Mir, il quale aveva lavorato interamente alla prima stagione, e dallo studio di animazione giapponese Pierrot. Studio Mir avrebbe dovuto lavorare esclusivamente sul Libro secondo, ma il direttore esecutivo Jae-myung Yoo ha deciso che avrebbero animato la serie The Boondocks perché il processo di animazione era meno rigoroso. Pierrot è stato chiamato per colmare il vuoto e animare la seconda stagione. Secondo Jae-myung Yoo, lo Studio Mir è stato contattato e gli è stato chiesto nuovamente di lavorare al Libro secondo. Yoo temeva che, se la seconda stagione avesse fallito, Studio Mir e gli animatori coreani avrebbero macchiato la loro reputazione per i fallimenti di Pierrot. Di conseguenza, Studio Mir ha accettato l'offerta e ha lavorato al fianco di Pierrot. Pierrot alla fine ha animato gli episodi dall'1 al 6 e l'episodio 9, mentre Studio Mir è stato responsabile degli episodi 7, 8 e da 10 a 14.
Nonostante La leggenda di Korra sia stata prodotta negli Stati Uniti e quindi non è un lavoro di animazione giapponese ("anime") in senso stretto, la rivista The Escapist ha sostenuto che la serie è così fortemente influenzata dagli anime che potrebbe essere facilmente classificata come tale: i suoi protagonisti (un'eroina superpotente, il suo gruppo di amici di talento, sostenitori, un furfante quasi impenetrabile che vuole rimodellare il mondo), i suoi temi (famiglia, amicizia, romanticismo, paura e morte) l'originalità della sua voce, la recitazione e lo stile visivo sono simili a quelli delle principali serie di anime come Fullmetal Alchemist: Brotherhood, Bleach o Trigun. Una differenza notevole rispetto a tali serie è l'assenza di lunghe sequenze di apertura e fine impostate su canzoni J-pop; per risparmiare tempo di trasmissione, le aperture e le finali di La leggenda di Korra durano solo pochi secondi. La serie si astiene per lo più dall'uso dei tropici visivi caratteristici degli anime, ma occasionalmente usa espressioni facciali esagerate per evidenziare le emozioni per effetto comico.
Come in Avatar, la serie aggiunge alla sua estetica asiatica presentando tutto il testo che appare nel suo mondo immaginario in caratteri cinesi tradizionali, senza tradurlo. Ad esempio, sui poster da ricercati visti nella terza stagione, i nomi dei protagonisti sono scritti come 寇 柆 (Korra), 馬 高 (Mako) e 愽 林 (Bolin).

### Casting
Nell'annuncio iniziale della serie, nel luglio 2010, non venne menzionato il cast dei doppiatori. Per i successivi sette mesi, tali informazioni sono state divulgate solo da alcuni membri del cast stesso. In un'intervista nell'agosto 2010, Dee Bradley Baker, voce di Momo e Appa in Avatar - La leggenda di Aang, ha confermato che sarebbe tornato per dare voce a un'altra creatura e un personaggio, e che le sue figlie hanno fatto un'audizione per una scena di flashback per doppiare Korra di cinque anni, e una di loro ha ricevuto la parte. La creatura al quale presta la voce è l'animale guida di Korra, Naga. L'identità della maggior parte del cast principale è stata rivelata ufficialmente il 7 marzo 2011.
Janet Varney è la doppiatrice di Korra, la protagonista della serie: una diciassettenne "testarda e ribelle", reincarnazione dell'Avatar Aang. La sua trasformazione "da guerriero sfacciato a essere spirituale", secondo DiMartino, è uno dei temi principali della serie. Il personaggio è stato ispirato dalla sorella "piuttosto dura" di Bryan Konietzko e dai combattenti femminili MMA, in particolare Gina Carano. Il cast dei personaggi principali include anche David Faustino, che dà la voce a Mako, P.J. Byrne, doppiatore di Bolin, e Seychelle Gabriel, doppiatrice di Asami Sato. Mako, fratello maggiore di Bolin, è un dominatore del fuoco descritto come "cupo e pensieroso". Il personaggio prende il nome da Mako Iwamatsu, il doppiatore di Iroh nella serie originale. Suo fratello minore, Bolin è un dominatore della terra descritto come spensierato, spiritoso e "sempre [con] una donna al braccio". Asami Sato, l'unica non dominatrice tra i personaggi principali, è la figlia del ricco industriale Hiroshi Sato.
J. K. Simmons doppia il maestro Tenzin, il più piccolo dei figli di Aang e maestro del dominio dell'aria di Korra, Mindy Sterling presta la voce al capo della polizia Lin Beifong. Dee Bradley Baker, oltre che di Naga, è il doppiatore di Pabu, il furetto personale di Bolin. Pabu è stato ispirato da Futa, un famoso panda rosso giapponese. Maria Bamford doppia la moglie di Tenzin, Pema, mentre Kiernan Shipka, Darcy Rose Byrnes e Logan Wells danno la voce rispettivamente a Jinora, Ikki e Meelo, i tre figli di Tenzin. Jinora è una ragazzina calma e un'avida lettrice, Ikki viene descritta come "divertente, folle e dalla parola facile" mentre Meelo è iperattivo.
La prima stagione vede aggiungersi al cast vocale Steve Blum nei panni di Amon, l'antagonista principale e leader dei Paritari, e Lance Henriksen, nei panni dell'industriale Hiroshi Sato, padre di Asami Sato. Dee Bradley Baker è stato ufficializzato come doppiatore dell'ambizioso e carismatico politico Tarrlok. Spencer Garrett si è unito al cast per prestare la voce a Raiko, il presidente della Repubblica Unita. Dante Basco, doppiatore di Zuko nella serie precedente, doppia il generale Iroh II, nipote dello stesso Zuko. Prende il nome da Iroh, lo zio di Zuko nella serie originale. Per la seconda stagione si uniscono al cast Lisa Edelstein, nei panni di Kya, Richard Riehle come doppiatore di Bumi, James Remar, come il padre di Korra, Aubrey Plaza nei panni di Eska. L'attore Steven Yeun si aggiunge al cast per doppiare l'Avatar Wan, mentre Greg Baldwin riprende il ruolo di Iroh dalla serie precedente. Gli antagonisti anarchici introdotti nel Libro terzo comprendono il nuovo dominatore dell'aria Zaheer (Henry Rollins), la dominatrice dell'acqua senza braccia Ming-Hua (Grey DeLisle), P'Li (Kristy Wu) e il dominatore della lava Ghazan (Peter Giles). I personaggi di supporto includono la Regina della Terra Hou-Ting (Jayne Taini), il Lord del Fuoco in pensione Zuko (Bruce Davison), la sorellastra di Lin Suyin Beifong (Anne Heche). Zelda Williams si aggiunge al cast nei panni di Kuvira, l'antagonista principale del Libro quarto. Per l'ultima stagione, Sunil Malhotra viene assunto nei panni del principe Wu mentre Todd Haberkorn presta la voce a Baatar Jr. mentre Philece Sampler presta la voce all'anziana Toph Beifong, un altro personaggio che ritorna dalla serie Avatar.

### Ambientazione
La serie è ambientata in un mondo fantastico (lo stesso del precedente show La leggenda di Aang), abitato da esseri umani, animali fantastici e creature soprannaturali. Il mondo è diviso nelle principali nazioni:
- Tribù dell'Acqua - Le due tribù vivono in un ambiente simile, quello del freddo polare; un territorio nel quale per sopravvivere si pratica l'arte del dominio dell'acqua. Culturalmente sono però assai distinte: mentre la Tribù del Sud si occupa di commercio e si ammoderna tecnologicamente, la Tribù del Nord mantiene un più rigoroso contatto con le tradizioni, tranne che per il settore militare; nel quale vi è l'impiego di moderne navi metalliche, e anche di esoscheletri per i propri soldati.[N 1] Alla fine della seconda stagione la Tribù dell'Acqua del Sud diventa indipendente.[55]
- Regno della Terra - Regno assai vasto e disomogeneo culturalmente, ma in genere assai conservatore. Al suo interno è presente la grande palude[56] abitata dai dominatori dell'acqua indigeni del luogo, la città di Zaofu abitata dai dominatori del metallo[57] e alcuni vasti deserti abitati dai dominatori della sabbia. Politicamente è guidato da una monarchia assolutista e culturalmente è immobile. Tecnologicamente è molto arretrato e rurale, ed importa manufatti metallici (già dalla precedente serie) anche di cattiva qualità.[N 2] Dopo l'assassinio della regnante, la qualità di vita della gente peggiora sensibilmente a causa delle lotte intestine fra i vari neo stati. Successivamente Kuvira (autonominatasi la Grande Unificatrice) riunisce il Regno usando una poderosa forza tecnologica, rinominandolo Impero della Terra.[58] Alla fine della quarta stagione il pretendente al trono Wu rivela a Korra di aver intenzione di destituire la monarchia e stabilire una forma di governo che riunisca tutti i microregni formatisi sotto la democrazia.[59]
  - Repubblica delle Nazioni Unite - Si tratta di una nazione fondata dall'Avatar Aang e dal Signore del Fuoco Zuko e che sorge sulle ex colonie della Nazione del Fuoco, site nel territorio del Regno della Terra.[N 3] Oggi la nazione è popolata anche da dominatori dell'acqua, del metallo, e da molti non-dominatori.[60] La capitale, Città della Repubblica, è molto avanzata tecnologicamente: si producono megacarri, Satomobili e dirigibili. Nonostante sia una città prospera e moderna, è presente la criminalità organizzata, costituita dalla Triade del Triplo Terrore,[61] una banda costituita da dominatori dell'acqua, della terra e del fuoco. Dal punto di vista culturale è in fermento: è presente lo sport (il dominio sportivo), mentre il governo è affidato ad un gruppo di cinque saggi consiglieri: una in rappresentanza del Regno della Terra, uno della Nazione del Fuoco, uno per i Nomadi dell'Aria, uno per la Tribù dell'Acqua del Nord e uno per la Tribù dell'Acqua del Sud.[62] In seguito alla guerra civile dei Paritari si sono superate le deficienze del consiglio con la nomina di un presidente non-dominatore;[63] dopo i fatti della Convergenza armonica la città è stata colonizzata dagli spiriti, una presenza in genere gradita ma che interferisce notevolmente con le attività umane data la crescita di viticci; dopo lo scoppio del cannone di Kuvira alimentato da quest'ultimi, in mezzo alla città si va incredibilmente a formare un terzo portale spirituale.[59]
- Nazione del Fuoco - Non appare mai nella serie; si suppone che abbia mantenuto un elevato livello tecnologico, ma forse inferiore a quello di Città della Repubblica: infatti durante la guerra civile dei paritari la Nazione inviò la propria parte di flotta delle Forze Unite, capitanata da Iroh II, nipote di Zuko; tuttavia non disponendo di un'adeguata contraerea, fu sconfitta in breve dall'aviazione dei Paritari.[64] Formalmente si mantiene neutrale dai conflitti a causa del pesante fardello trasportatosi nella guerra dei cent'anni.[65]
- Nomadi dell'Aria - La nazione è scomparsa ed esiste solamente nella famiglia di Tenzin, nei servitori che mantengono in ordine i templi ed alcuni membri del Loto Bianco come forza di sicurezza. Alla fine della seconda stagione il dominio dell'aria si manifesta in molti individui in tutto il mondo grazie alla Convergenza armonica, facendo sbocciare nuovi dominatori fra i non-dominatori latenti. La nuova generazione dei Nomadi dell'Aria è composta da un numero ristretto di membri che vivono ancora in un modo poco sofisticato tecnologicamente. Dopo l'investitura a maestra della figlia di Tenzin, Jinora, appare un nuovo abbigliamento tipico: una sorta di tuta alare aderente che permette ai dominatori il volo planato senza dover usare il loro tradizionale bastone aliante.[66]

## Colonna sonora
La colonna sonora de La leggenda di Korra è stata realizzata da Jeremy Zuckerman, che in precedenza aveva lavorato ad Avatar - La leggenda di Aang con Benjamin Wynn, che è il sound designer; i due collaborano con l'artista Foley Aran Tanchum e lo showrunner Mike DiMartino sul paesaggio sonoro della serie. L'idea iniziale di Konietzko e DiMartino per la colonna sonora era di fondere la musica tradizionale cinese con il jazz antico. Su questa base, Zuckerman ha composto una partitura che combina elementi di Dixieland, musica tradizionale cinese e orchestrazione occidentale. Viene eseguito principalmente da un sestetto d'archi e vari strumenti solisti cinesi, inclusi un dizi (flauto), paigu (batteria), un guqin e un matouqin mongolo.
Un CD della colonna sonora, The Legend of Korra: Original Music from Book One, è stato pubblicato il 16 luglio 2013. La musica di Korra e Avatar è stata anche suonata in concerto al festival PlayFest di Malaga, in Spagna, nel settembre 2014. La colonna sonora della serie è stata nominata come miglior colonna sonora per la TV dei GoldSpirit Awards del 2013.
1. Prologue – 1:18
2. Air Tight – 2:54
3. In a Box – 1:37
4. An Impossible Crime – 2:11
5. Being Patient / Beifong’s Sacrifice – 4:20
6. Asami and Mako Dine – 1:10
7. On the Lam – 1:19
8. Hittin’ on All Sixes – 2:40
9. Good Ol’ Days – 1:41
10. Before – 7:38
11. Fresh Air – 1:06
12. Korra Confronts Tarrlok – 3:00
13. Squeaky Rags – 1:44
14. Amon – 3:02
15. Chi Blockers – 2:18
16. A Peaceful Place – 2:03
17. Left My Heart in Republic City – 2:40
18. Firebending Training – 1:16
19. Wheels – 2:48
20. Republic City Under Attack – 4:03
21. Hardboiled…Afraid (Separate Ways) – 1:20
22. War – 2:04
23. Asami and Hiroshi / Korra Airbends – 4:24
24. Greatest Change – 5:16
25. End Credits – 0:31
26. Main Title – 0:28

## Promozione

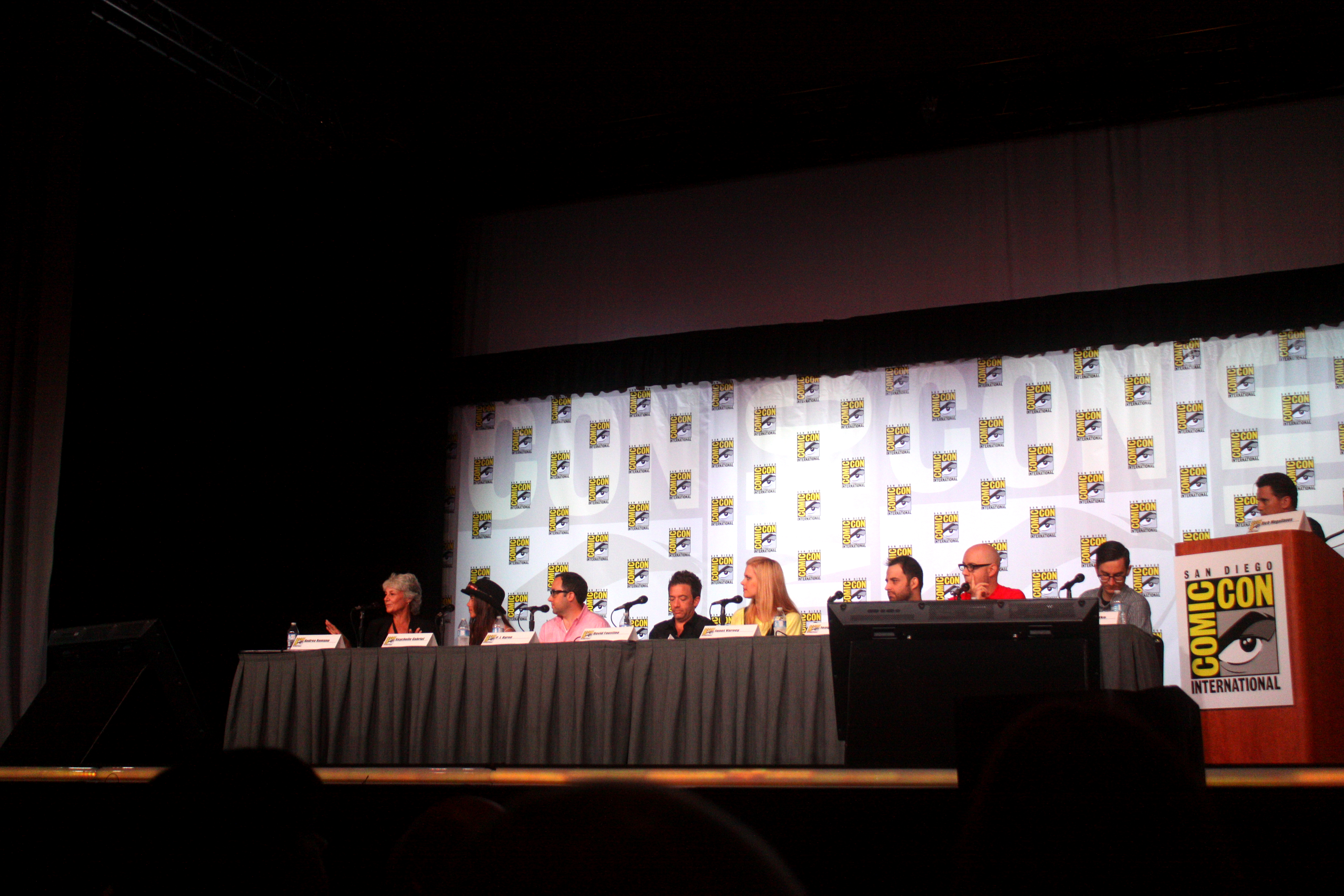
Il cast principale della serie al Comic-Con International del 2012.

Dopo l'annuncio originale, nel luglio 2010, è stata una pubblicata un'immagine promozionale, la quale vede Korra osservare da lontano la città provvisoriamente chiamata "Republic City". Dopo quasi otto mesi di piccole informazioni ufficiali, una parte di concept art che mostrava il volto del personaggio principale è stato rivelato per la prima volta il 6 marzo 2011. Al panel del Comic-Con di San Diego del 23 luglio seguente, venne mostrato un trailer di un minuto che conteneva panorami del mondo modernizzato di Avatar e alcune scene di Korra in combattimento; è stato anche mostrato un artwork e diversi dettagli della trama sono stati rivelati.
Nel febbraio 2012 è stato creato un fan club online chiamato "Korra Nation", fonte di nuove informazioni del materiale relativo alla serie. Nei giorni seguenti, su "Korra Nation" sono stati resi pubblici i concept art dell'isola del Tempio dell'Aria e di Città della Repubblica e di alcuni personaggi tra cui Asami Sato e Amon. La messa in onda venne annunciata sul sito attraverso un post, mentre il nuovo materiale continuò ad essere pubblicato su base regolare più volte alla settimana. Il 15 marzo venne rilasciato sul sito, tramite il Wall Street Journal, un secondo trailer esteso. Dopo aver raccolto un certo numero "mi piace" e di condivisioni, i primi due episodi sono stati pubblicati su "Korra Nation" durante il fine settimana del 24 marzo 2012. In un'intervista con il "Track Team", è stato reso noto che il quinto e il sesto episodio includeranno incontri di dominio sportivo. Il sito ha continuato a pubblicare clip promozionali per gli episodi seguenti.
Nell’aprile 2012, poco prima della messa in onda del primo episodio, Nickelodeon ha lanciato Welcome to Republic City, gioco online interattivo che consiste in un tour virtuale di Città della Repubblica. Il giocatore si può fare strada tra le varie località della città, raccogliendo informazioni sui personaggi più importanti della serie. Per progredire attraverso la metropoli, ci sono anche piccole missioni da completare per il giocatore (sperimentare il dominio dei quattro elementi e vincere una partita di dominio sportivo).
Il filmato completo del Libro secondo è stato reso pubblico in un video promozionale del giugno 2013, in cui Korra combatte le creature spirituali in un ambiente artico. L'episodio principale è stato mostrato per intero al panel della serie al Comic-Con di San Diego il 19 luglio 2013, insieme all'uscita di un trailer per la seconda stagione.

## Distribuzione

### Stati Uniti
La prima stagione (Libro primo: Aria) è andata in onda negli Stati Uniti su Nickelodeon il sabato mattina tra il 14 aprile 2012 e il 23 giugno 2012. È stata trasmessa in altri paesi sui canali locali di Nickelodeon a partire dall'agosto 2012.
La seconda stagione (Libro secondo: Spiriti) è stata trasmessa su Nickelodeon negli Stati Uniti il 13 settembre 2013 il venerdì sera. La stagione si è conclusa il 22 novembre 2013.
La terza stagione (Libro terzo: Cambiamento) è andata in onda su Nickelodeon negli Stati Uniti il 27 giugno 2014, anche il venerdì sera, due episodi alla volta. La trasmissione è stata annunciata con una settimana di anticipo dopo che diversi episodi della nuova stagione sono stati diffusi in Internet. Dopo che i primi sette episodi sono stati trasmessi con bassi ascolti, Nickelodeon ha rimosso gli ultimi cinque episodi dal programma di trasmissione. Il resto degli episodi è stato poi distribuito online tramite Amazon Video, Google Play, Xbox Video e Hulu, nonché il sito e le app di Nickelodeon. Il creatore della serie Michael DiMartino ha detto che il passaggio alla distribuzione online della serie riflette un "cambio della marea" nel settore: poiché Korra non si adattava bene agli altri programmi di Nickelodeon, la serie ha avuto un ottimo riscontro online, con il finale della seconda stagione che è stato il più grande evento online di Nickelodeon.
La quarta stagione (Libro quarto: Equilibrio) ha iniziato la distribuzione negli Stati Uniti il 3 ottobre 2014 attraverso Nick.com, Amazon Video, iTunes e Hulu. A partire dal 28 novembre 2014, con il nono episodio, la quarta stagione è stata nuovamente trasmessa il venerdì su Nicktoons.
Dal 14 agosto 2020, La leggenda di Korra è disponibile per lo streaming su Netflix negli Stati Uniti.

### Resto del mondo
La serie è stata trasmesso sottotitolata o doppiata sui canali Nickelodeon al di fuori degli Stati Uniti.
In lingua italiana la serie è stata trasmessa a partire dall'8 dicembre 2012 su Nickelodeon con i primi due episodi. La seconda, terza e quarta stagione sono andate in onda dal gennaio all'agosto 2015 e su TeenNick dal 4 dicembre 2015. In chiaro è stata trasmessa su Rai Gulp dal 29 marzo 2017 verso le 4 di notte bloccandosi a metà serie.
In Germania la prima e la seconda stagione hanno ricevuto una trasmissione in lingua tedesca su Nickelodeon Germania. La terza e la quarta stagione sono trasmesse nel 2015 sul canale televisivo a pagamento tedesco Nicktoons. In Francia, solo la prima stagione è stata trasmessa su Nickelodeon France e J-One. Nel 2015 è stato lanciato un progetto da parte dei fan per completare il doppiaggio francese.
Nel 2015 il Kenya Film Classification Board bandì La leggenda di Korra, insieme alla serie di cartoni animati A casa dei Loud, Hey, Arnold!, Steven Universe e Adventure Time, da trasmettere in Kenya. Secondo il Classification Board, la ragione era che queste serie stavano "glorificando il comportamento omosessuale". È stato lanciato in India esclusivamente su Nick HD+ il 1º febbraio 2016.

### Edizione italiana
Come per La leggenda di Aang, il doppiaggio italiano è stato curato da Multimedia Network, con Nicola Bruno come direttore del doppiaggio, il quale prende il posto di Enzo Bruno dalla serie precedente. Korra è doppiata da Domitilla D'amico, già voce di Azula ne La leggenda di Aang. Alcuni personaggi comparsi in Avatar e tornati in questa serie hanno cambiato doppiatore, tra cui Iroh (doppiato in Avatar da Dario De Grassi e sostituito da Dante Biagioni nella seconda stagione de La leggenda di Korra), Zhao e Wan Shi Tong. La doppiatrice di Lin Beifong per la prima stagione, Isabella Pasanisi, è stata cambiata per motivi sconosciuti nella seconda salvo poi riprendere il suo posto per le ultime due.

### Edizioni home video
In Italia sono stati pubblicati otto cofanetti in DVD, due per ognuna delle quattro stagioni. Il titolo dei due cofanetti della quarta stagione, è stato erroneamente tradotto in Bilancio, anziché Equilibrio com'era previsto.
| Stagione          | Stagione          | Episodi | Date d'uscita DVD & Blu-ray | Date d'uscita DVD & Blu-ray | Date d'uscita DVD & Blu-ray |
| Stagione          | Stagione          | Episodi | Regione 1                   | Regione 2                   | Regione 4                   |
| ----------------- | ----------------- | ------- | --------------------------- | --------------------------- | --------------------------- |
| 1                 | Aria              | 12      | 9 luglio 2013               | 28 ottobre 2013             | 4 settembre 2013            |
| 2                 | Spiriti           | 14      | 1º luglio 2014              | 20 ottobre 2014             | 20 agosto 2014              |
| 3                 | Cambiamenti       | 13      | 2 dicembre 2014             | 27 aprile 2015              | 17 dicembre 2014            |
| 4                 | Equilibrio        | 13      | 10 marzo 2015               | 16 novembre 2015            | 5 agosto 2015               |
| La serie completa | La serie completa | 52      | 13 dicembre 2016            | 15 febbraio 2017            | 12 marzo 2017               |

## Accoglienza

### Ascolti
La première della serie aveva una media di 4.5 milioni di spettatori, classificandola come spettacolo di base per bambini numero uno e programma di animazione per la settimana con spettatori totali. La leggenda di Korra è anche la prima serie animata più guardata della rete in tre anni. La prima stagione ha attirato una media di 3.8 milioni di spettatori per episodio. Questo è stato il più alto numero di spettatori per una serie animata negli Stati Uniti nel 2012.
Rispetto alla prima stagione, la seconda ha registrato un netto calo negli ascolti, i quali hanno oscillato tra i 2 milioni di ascolti in media per puntata. Il primo episodio della seconda stagione ha totalizzato 2.6 milioni di spettatori, mentre l'episodio finale ha registrato 2 milioni di spettatori.
La terza stagione ha debuttato con 2.6 milioni di spettatori. Le spiegazioni suggerite per il numero ridotto di telespettatori sono state: il lungo periodo tra le stagioni, un cambiamento di fascia oraria (venerdì sera anziché sabato mattina), l'aumento della disponibilità dei servizi di download digitale e, in generale, la riduzione del rating per il canale Nickelodeon.
La quarta stagione è andata in onda con breve preavviso nel giugno 2014 dopo che le versioni in lingua spagnola di alcuni episodi erano trapelate su Internet. La stagione ha debuttato con 1.5 milioni di spettatori. Dopo aver diminuito i rating televisivi nella terza stagione, Nickelodeon ha smesso di trasmettere la serie in televisione e ha spostato la sua distribuzione in punti vendita online, dove lo spettacolo aveva dimostrato di avere molto più successo.

### Critica
La serie ha ricevuto elogi per i suoi valori di produzione, la qualità della sua scrittura, i suoi temi stimolanti e la sua trasgressione alle convenzioni dell'intrattenimento giovanile. Sull'aggregatore di recensioni Rotten Tomatoes, la terza stagione ha una valutazione del 100% positiva, basata su 5 recensioni, con un voto medio di 8.5 su 10.
Prima del finale della prima stagione, Scott Thill di Wired ha definito La leggenda di Korra come "il cartone più intelligente della TV", in grado di affrontare le preoccupazioni spirituali e sociopolitiche degli adulti presentando una "corsa alternativamente avvincente e esilarante ricca di naturalismo fantasy, grandiosità steampunk, conflitti cinetici, armi da fantascienza e commedia autocosciente". Su The Atlantic, Julie Beck ha caratterizzato la serie come "una delle serie fantasy di altissima qualità dei nostri tempi".  Brian Lowry di Variety ritiene che la serie "rappresenti uno storytelling un po' più ambizioso per i bambini più grandi e forse alcuni adulti con il gene geek".
A TV.com, Noel Kirkpatrick ha commentato favorevolmente come la seconda stagione di "uno dei migliori programmi televisivi" abbia gestito la quantità necessaria di esposizione e la sua introduzione del tema del conflitto tra spiritualismo e secolarismo. Coprendo la terza stagione, Scott Thill a Salon ha descritto Korra come uno dei personaggi femminili più difficili e complessi della TV, nonostante fosse in un cartone animato, e ha considerato che il "sequel surreale" di Avatar "critica in modo durevole e accessibile il potere, il genere, estinzione, spirito e altro - tutto avvolto in un cinico "toon come lirico ed espansivo come qualsiasi cosa sia stato immaginato da Hayao Miyazaki o George Lucas". David Levesley di The Daily Beast ha raccomandato la serie a coloro che sono alla ricerca di una "fantasia ben disegnata e ben scritta in televisione" dopo la fine della stagione più recente di Il Trono di Spade, osservando che in entrambe le serie "il fantastico e l'estroso sono attentamente bilanciati con relazioni umane e intrighi politici".
Diversi revisori hanno preso atto dei problemi sociopolitici che, in modo insolito per una serie animata su un canale per bambini, attraversano la serie. Secondo Forbes, raccontando "alcune delle storie più oscure e più mature" mai animate, La leggenda di Korra ha creato un nuovo genere, "il primo dramma televisivo animato al mondo". Thill ha proposto che la causa dei Paritari nella prima stagione riflettesse la recente apparizione dell'Occupy Movement, e DiMartino ha risposto che sebbene la serie sia stata scritta prima dell'inizio di Occupy Wall Street, ha concordato che lo spettacolo ha raffigurato in modo simile "un grande gruppo di persone che si sentivano impotenti". Beck scrisse che La leggenda di Korra usava la magia per illustrare "le crescenti sofferenze di un mondo modernizzato vedendo l'ascesa della tecnologia e del capitalismo, e facendo passi fermi e sobbalzi verso l'autogoverno", mentre ritrae nessun lato del conflitto come totalmente impeccabile. Alyssa Rosenberg ha elogiato lo spettacolo per aver esaminato questioni di classe in un contesto urbano, e un post per gli ospiti nella sua colonna ha sostenuto che la lotta tra Korra e i Paritari di Amon rifletteva alcune delle idee del "egualitarismo della fortuna" di John Rawls, elogiando la serie per affrontare questioni morali di disuguaglianza e ridistribuzione.
Scrivendo per The Escapist, Mike Hoffman ha notato come la serie abbia rispettato i suoi spettatori più giovani, ma dando anche un peso emotivo alla morte di personaggi importanti, tra cui "una delle morti più brutali e improvvise nella televisione per bambini" nel caso di P'Li nella terza stagione. Ritraendo gli avversari di Korra non come cattivi stereotipati, ma come esseri umani con motivazioni comprensibili corrotte da un eccesso di zelo, la serie ha fiducia nel fatto che gli spettatori siano capaci di "risolvere la dissonanza tra la comprensione della visione di qualcuno e il disaccordo con la loro metodi". E, scrisse Hoffman, mostrando Korra di soffrire di "depressione totale" alla fine della terza stagione e dedicando gran parte del quarto alla sua guarigione, la serie ha aiutato a normalizzare i problemi di salute mentale, un tema generalmente non affrontato nella televisione per bambini, che li rendeva meno oppressivi per gli spettatori.

#### Genere, razza e orientamento sessuale
Riassumendo il quarto libro, Joanna Robinson per Vanity Fair l'ha descritto come "l'evento televisivo più sovversivo dell'anno", osservando quanto della stagione e della serie abbiano spinto i confini di quella che è nominalmente la televisione per bambini "rompendo barriere razziali, sessuali e politiche: c'è un personaggio femminile coraggioso, forte, dalla pelle scura e uno stuolo di diversi personaggi femminili di tutte le età, incentrato su argomenti impegnativi come le armi di distruzione di massa, PTSD e il fascismo, ed era infuso con un'orientale spiritualità basata su principi quali l'equilibrio e la consapevolezza. Levesley ha anche sottolineato i "molti esempi di donne ben scritte, prevalentemente di colore" nella serie. Oliver Sava presso The A.V. Club ha notato che la serie aveva "costantemente mostrato accattivanti figure femminili"; considerava in primo luogo le donne e il modo in cui si relazionano tra loro "come amici, famiglia e rivali nel romanticismo e nella politica".
Inoltre, secondo Robinson, la scena finale della serie, in cui Korra e Asami si guardano negli occhi in una scena che rispecchia quella finale di Avatar in cui Aang e Katara si baciano, "ha cambiato il volto della TV" andando oltre qualsiasi altro lavoro della televisione per bambini nel ritrarre le relazioni tra persone dello stesso sesso - una valutazione condivisa dai revisori per TV.com, The AV Club, USA Today, IGN, Moviepilot e The Advocate. D'altra parte, Mike Hoffman riteneva che la relazione di Korra e Asami non fosse particolarmente sovversiva, ma come un qualcosa fatto dagli scrittori che si fidavano degli spettatori più giovani, ora spesso familiari con le relazioni omosessuali, ad essere abbastanza maturi da capire. Megan Farokhmanesh di Polygon scrisse che ritraendo Korra e Asami come bisessuali, la serie evitò anche l'errore di assumere l'orientamento sessuale, come fecero molte altre serie TV, per essere una stretta divisione tra "gay" e "etero". Nel 2018, io9 ha classificato la scena finale della serie al nº 55 tra "I 100 momenti più importanti della cultura pop degli ultimi 10 anni".

## Riconoscimenti
La prima stagione de La leggenda di Korra ha ricevuto numerosi riconoscimenti. Ha ricevuto due nomination per gli Annie Award del 2012; Bryan Konietzko, Joaquim Dos Santos Ryu Ki-Hyun, Kim Il Kwang e Kim Jin Sun sono stati nominati nella categoria "Miglior design dei personaggi in una produzione televisiva animata" mentre i primi due episodi sono stati nominati nella categoria "Miglior produzione televisiva animata per bambini". La serie è stata anche nominata per il premio "Eccezionale programma per bambini" ai NAACP Image Awards del 2012, che "celebra le realizzazioni di persone di colore". Gli editori e lettori IGN hanno premiato la serie "IGN People's Choice Award" e per la "Miglior serie TV animata" nel 2012, mentre è stata nominata per "Miglior serie TV" e "Miglior eroe della TV" per Korra. La serie ha anche preso il secondo posto (dopo My Little Pony - L'amicizia è magica) in un sondaggio dei lettori di TV.com per la "Miglior serie animata" del 2012. La prima stagione ha anche ricevuto tre nomination ai Daytime Emmy Award, vincendo nella categoria "Casting eccezionale per una serie animata o speciale".
La seconda stagione ha ricevuto meno premi e nomination totali rispetto alla prima; è stata nominata per tre Annie Award nel 2014, vincendo nella categoria "Eccezionale design in una produzione TV animata". È stata nominata per altri due premi IGN, tra cui "Miglior serie televisiva animata" e ha vinto il "Premio IGN People's Choice" per il secondo anno consecutivo.
La terza e la quarta stagione, combinate in un'unica voce, sono state nominate per sei premi IGN, vincendo il "People's Choice Award" per la terza volta consecutiva, e "Miglior serie TV animata" per la seconda volta, "People's Choice Award per il miglior episodio TV" per Korra è sola e "People's Choice Award per la miglior serie TV" per la prima volta. La terza e la quarta stagione sono state nominate per due premi Annie; "Miglior produzione TV animata per l'audience dei bambini" e vincendo "Eccezionale storyboarding in una produzione TV animata".
- 2012 - IGN's Best of 2012 Award
  - Candidato - Miglior serie TV
  - Miglior serie TV animata
  - IGN People's Choice Award per una serie TV animata
  - Candidato - Miglior eroe della TV per Janet Varney (Korra)
- 2013 - Annie Award
  - Candidato - Miglior produzione televisiva animata per bambini
  - Candidato - Miglior character design in una produzione televisiva animata per Bryan Konietzko, Joaquim Dos Santos, Ryu Ki-Hyun, Kim Il Kwang e Kim Jin Sun
- 2013 - 2° Annual BTVA Awards[151]
  - Miglior cast vocale in una nuova serie televisiva
  - BTVA People's Choice Award per miglior cast vocale in una nuova serie televisiva
  - Miglior performance vocale femminile come personaggio principale in una serie televisiva per Janet Varney (Korra)
  - Miglior performance vocale femminile come guest star in una serie televisiva per Eva Marie Saint (Katara)
  - Candidato - Miglior performance vocale maschile come personaggio principale in una serie televisiva per JK Simmons (Tenzin)
  - BTVA People's Choice Award per miglior performance vocale maschile come personaggio secondario in una serie televisiva per Steve Blum (Amon)
  - Candidato - Miglior performance vocale maschile come personaggio secondario in una serie televisiva per Dee Bradley Baker (Tarrlok)
  - Candidato - Miglior performance vocale femminile come personaggio secondario in una serie televisiva Mindy Sterling (Lin Beifong)
- 2013 - Daytime Emmy Award
  - Candidato - Eccezionale programma animato per Joaquim Dos Santos, Tim Yoon, Ki Hyun Ryu, Michael Dante DiMartino e Bryan Konietzko
  - Candidato - Eccezionale regia in un programma animato per Joaquim Dos Santos, Ki-Hyun Ryu, Andrea Romano
  - Eccezionale casting per una serie animata per Shannon Reed, Sarah Noonan, Gene Vassilaros
- 2013 - NAACP Image Award
  - Candidato - Eccezionale programma per bambini

2013 - Young Artist Awards
- - Candidato - Miglior performance come voce fuori campo (Televisione) - Giovane attrice per Kiernan Shipka (Jinora)
- 2014 - Annie Award
  - Candidato - Miglior serie TV animata / Produzione televisiva per l'audience dei bambini
  - Candidato - Eccezionale realizzazione, direzione in una serie TV animata / Produzione televisiva per Colin Heck
  - Eccezionale realizzazione, design di produzione in una serie TV animata / Produzione televisiva per Angela Sung, William Niu, Christine Bian, Emily Tetri, Frederic Stewart
- 2014 - IGN's Best of 2013 Award[149]
  - Candidato - Miglior serie TV animata
  - IGN People's Choice Award per la miglior serie TV animata
- 2014 - 3° Annual BTVA Award
  - BTVA People's Choice Award per miglior cast vocale in una serie televisiva
  - BTVA People's Choice Award per miglior performance vocale femminile come personaggio principale in una serie televisiva per Janet Varney (Korra)
  - Miglior performance vocale femminile come guest star in una serie televisiva per April Stewart (Raava)
  - BTVA People's Choice Award per miglior performance vocale femminile come guest star in una serie televisiva per April Stewart (Raava)
  - BTVA People's Choice Award per miglior performance vocale come personaggio secondario in una serie televisiva per John Michael Higgins (Varrick)
  - BTVA People's Choice Award per miglior performance vocale come guest star in una serie televisiva per Jason Marsden (Aye-Aye)
- 2015 - IGN's Best of 2014 Awards[152]
  - Candidato - Miglior serie TV
  - IGN People's Choice Award per la miglior serie TV
  - Miglior serie TV animata
  - IGN People's Choice Award per miglior serie TV animata
  - Candidato - Miglior episodio TV per Korra è sola
  - IGN People's Choice Award per miglior episodio TV per Korra è sola
- 2015 - Annie Award[153]
  - Candidato - Miglior serie animata TV / Miglior serie TV animata / Produzione televisiva per l'audience dei bambini
  - Eccezionale realizzazione, storyboard in una produzione di TV / trasmissione animata per Joaquim Dos Santos in Il veleno del Loto Rosso
- 2015 - Daytime Emmy Award
  - Candidato - Eccezionale casting per una serie animata per Shannon Reed, Sarah Noonan, Gene Vassilaros
  - Candidato - Eccezionale mix sonoro - Animazione per Justin Brinsfield, Matt Corey, Manny Grijalva, Adrian Ordonez, Aran Tanchum
- 2015 - Gracie Allen Award
  - Eccezionale programma animato - Produzione
- 2015 - 4° Annual BTVA Award
  - BTVA People's Choice Award per miglior cast vocale in una serie televisiva - Azione / Dramma
  - BTVA People's Choice Award per miglior performance vocale maschile come personaggio principale in una serie televisiva per P.J. Byrne (Bolin)
  - Miglior performance vocale femminile come personaggio principale in una serie televisiva per Janet Varney (Korra)
  - BTVA People's Choice Award per miglior performance vocale femminile come personaggio principale in una serie televisiva per Janet Varney (Korra)
  - Candidato - Miglior performance vocale femminile come personaggio principale in una serie televisiva per Seychelle Gabriel (Asami Sato)
  - BTVA People's Choice Award per miglior performance maschile come personaggio secondario in una serie televisiva per Henry Rollins (Zaheer)
  - Candidato - Miglior performance maschile come personaggio secondario in una serie televisiva per Maurice LaMarche (Aiwei)
  - BTVA People's Choice Award per miglior performance vocale maschile come personaggio secondario in una serie televisiva per Philece Sampler (Toph Beifong)
  - Candidato - Miglior performance vocale femminile come personaggio secondario in una serie televisiva per Zelda Williams (Kuvira)
- 2015 - 31° TCA Award
  - Candidato - Eccezionale realizzazione nella programmazione giovanile

### Fandom
Come la serie precedente, anche La leggenda di Korra ha un fandom ampio e attivo, sia sui social media che alle convention dei fan. La maggior parte dei fan sono giovani adulti, mentre secondo The Escapist molti sono bambini e adolescenti.
Secondo Merrill Barr, che scrive per Forbes, poche serie "vantano un fan base come quello de La leggenda di Korra", incluse serie famose come Il Trono di Spade e Orphan Black. Nel gennaio 2015, dopo la fine della serie, i media hanno riferito di una petizione dei fan per far sì che Netflix producesse una serie nell'universo di Avatar ottenendo oltre 10.000 firme.

### Influenze
A.V. Club e io9 hanno notato che la serie TV live-action Warrior, per la quale la NBC ha ordinato un episodio pilota all'inizio del 2015, ha una premessa quasi identica a quella de La leggenda di Korra: si tratta di "un'eroina danneggiata" che "lavora sotto copertura con la guida fisica e spirituale di un misterioso maestro di arti marziali per sconfiggere un signore del crimine internazionale "in un" ambiente multiculturale contemporaneo e talvolta magico".

## Opere derivate

### Graphic novel
La leggenda di Korra continua in una serie di fumetti in tre parti, Turf Wars, scritto dal creatore della serie DiMartino e disegnato da Irene Koh. La trilogia è pubblicata da Dark Horse Comics e si svolge immediatamente dopo il finale della serie, "concentrandosi sul rapporto tra Korra e Asami quando emerge una nuova minaccia". Il primo volume è stato pubblicato il 26 luglio 2017, il secondo volume è stato pubblicato il 17 gennaio 2018, mentre il terzo ed ultimo il 22 agosto 2018. Un sequel, intitolato Ruins of the Empire, è stato pubblicato nel febbraio 2019.

### Artbook
Sono stati pubblicati da Dark Horse Comics quattro artbook con la copertina rigida, uno per ogni stagione, scritti da Michael Dante DiMartino, Bryan Konietzko e Joaquim Dos Santos: il primo è uscito il 19 luglio 2013, il secondo il 16 settembre 2014, il 20 gennaio 2015 il terzo mentre l'ultimo è stato pubblicato il 15 settembre 2015.
A luglio 2013, Nickelodeon ha pubblicato un e-book interattivo gratuito, The Legend of Korra: Enhanced Experience, su iTunes. Contiene materiale come concept art, biografie di personaggi, animatics e storyboard.
Nel marzo 2013, la PixelDrip Gallery ha organizzato una mostra di fan art de La leggenda di Korra a Los Angeles con il supporto dei creatori della serie, e in seguito è stato pubblicato un video documentario al riguardo. Un'altra mostra d'arte sostenuta da Nickelodeon per rendere omaggio alla serie e ad Avatar si è tenuta dal 7 al 22 marzo 2015 al Gallery Nucleus di Alhambra, in California.
Un libro da colorare per adulti, The Legend of Korra Coloring Book con opere di Jed Henry, pubblicato nel luglio 2017.

### Romanzi
La prima stagione (Libro prima: Aria) è stata adattata con due romanzi di Erica David, rivolto a lettori dai dodici anni in su. I romanzi sono stati pubblicati da Random House nel 2013 e sono: Revolution, il quale ha adattato dal primo al sesto episodio e pubblicato l'8 gennaio 2013 e Endgame, che ha adattato gli episodi dal sette al dodici, pubblicato il 23 luglio 2013. Sono inediti in Italia.

### Videogiochi
Activision ha pubblicato due videogiochi basati sulla serie nell'ottobre 2014. Il primo, intitolato solo The Legend of Korra, è un gioco in terza persona per Xbox One, Xbox 360, PlayStation 4, PlayStation 3 e PC. Nonostante la reputazione Platinum Games degli sviluppatori per i giochi d'azione, il gioco ha ricevuto recensioni contrastanti. Il secondo gioco, The Legend of Korra: A New Era Begins, è un gioco di strategia a turni sviluppato da Webfoot Technologies per Nintendo 3DS. Nickelodeon realizza anche diversi browser game basati su Adobe Flash basati sulla serie disponibili sul sito web.

### Film
Nell'agosto del 2012, Variety ha riportato che Paramount Animation, una compagnia sorella di Nickelodeon, ha iniziato un progetto di vari film animati, con budget attorno ai 100 milioni di dollari. Secondo Variety, un possibile candidato per uno dei film è La leggenda di Korra. Il creatore della serie Bryan Konietzko ha scritto nel suo blog che a lui e Michael Dante DiMartino "piacerebbe scrivere/dirigere un film d'animazione di Korra qualche volta", ma che nessun film è in progetto. Nel luglio 2013, ha detto che lui e DiMartino erano troppo impegnati a lavorare su più stagioni della serie TV in parallelo per considerare lo sviluppo di un adattamento cinematografico in quel momento.

### Web serie
Nel 2013, prima della première della seconda stagione, Nickelodeon ha pubblicato tre brevi video con animazione computerizzata, intitolati Republic City Hustle. La miniserie narra le avventure di Mako, Bolin e Toza (il burbero dominatore della terra che voleva cacciare Korra dalla palestra del dominio sportivo nella prima stagione) prima della storia de La leggenda di Korra. Appaiono anche Shin l'ombroso e Zolt il fulmine. Sono scritti da Tim Hedrick, uno degli autori della seconda stagione, e progettato da Evon Freeman.

## Merchandising
Dark Horse Deluxe, in collaborazione con Nickelodeon e i creatori della serie, ha pubblicato nell'aprile 2015 la statua del memoriale di Aang a Città della Repubblica da 11 pollici. È stata pubblicata è una figure da 12 pollici di Lin Beifong, oltre a una t-shirt grafica, è stata annunciata al San Diego Comic-Con del 2015. Mondo ha pubblicato nel marzo 2018 una statuetta di Korra e Asami che si tengono per mano nel mondo degli spiriti. IDW Publishing ha pubblicato una serie di giochi da tavolo basati sulla serie. Il primo, pubblicato nell'autunno 2017, è intitolato The Legend of Korra: Pro-Bending Arena e ripropone le dinamiche di gioco del dominio sportivo.
Il 12 luglio 2021 Magpie Games ha annunciato che il 3 agosto dello stesso anno avrebbe lanciato una campagna Kickstarter per Avatar Legends: The Roleplaying Game, un gioco di ruolo da tavolo con licenza ufficiale ambientato nell'universo di Avatar - La leggenda di Aang e La leggenda di Korra. La campagna ha raccolto 9.53 milioni di dollari, diventando la campagna di maggior successo per un gioco da tavolo nella storia di Kickstarter.

### Esplicative
1. ↑  Chiamati megacarri nel doppiaggio italiano; vedi l'episodio Una triste verità della prima stagione.
2. ↑  Lo sostiene Asami, giudicando la qualità delle aeronavi importate dalla aviazione del Regno della Terra, prodotte dalla Cavolo corporation, di qualità inferiore e più economiche rispetto a quelle di produzione propria Industrie del futuro; vedi l'episodio Lunga vita alla regina della terza stagione.
3. ↑  Fu questo il compromesso per una pace duratura dopo la fine della precedente guerra: la Nazione del Fuoco avrebbe rinunciato a delle colonie molto prospere, essendo popolate da due tipi di dominatori: del fuoco e della terra, che producevano un'eccellente manifattura, ma queste non sarebbero ritornate allo sconfitto Regno della Terra.

### Bibliografiche
1. 1 2 3 4  (EN) Bryan Konietzko, Michael Dante DiMartino e Joaquim Dos Santos, The Legend of Korra Book 1: Air – The Art of the Animated Series, Dark Horse Comics, 2013,  p. 1, ISBN 978-1-61655-168-1.
2. 1 2  (EN) Matt Patches, Airbender Composer Duo Track Team Talk Korra and More, in UGO, 5 agosto 2010. URL consultato il 5 gennaio 2013 (archiviato dall'url originale il 15 luglio 2014).
3. 1 2 3  (EN) 'Legend of Korra' Creators: 5 Things You Didn't Know About the New 'Avatar' (Guest Blog), su hollywoodreporter.com, 13 aprile 2012. URL consultato il 25 giugno 2012.
4. ↑  (EN) The INNERview #61 - Yoo Jae-myung (유재명), Animation director, in ArirangTV, 2 maggio 2013. URL consultato il 15 giugno 2013 (archiviato il 22 ottobre 2013).
5. ↑  (EN) Neda Ulaby, 'Airbender' Creators Reclaim Their World In 'Korra', in NPR, 13 aprile 2012. URL consultato il 15 giugno 2013 (archiviato il 24 giugno 2013).
6. 1 2  (EN) Christopher John Farley, ‘Legend of Korra’: The ‘Avatar’ Creators on the New Spinoff, su WSJ. URL consultato il 5 marzo 2016.
7. ↑  (EN) Hilary Rothing, Avatar: Legend of Korra Details at Comic-Con?, su ugo.com, UGO Entertainment, 8 luglio 2010. URL consultato il 5 settembre 2010 (archiviato dall'url originale il 19 gennaio 2014).
8. 1 2  (EN) Speakeasy blog By Christopher John Farley, in The Wall Street Journal, 8 marzo 2011. URL consultato l'8 marzo 2011 (archiviato il 12 ottobre 2012).
9. 1 2  (EN) Christopher Farley, 'The Last Airbender: Legend of Korra: The Creators Speak, in SpeakEasy, Dow Jones & Company, 8 marzo 2011. URL consultato il 18 marzo 2012 (archiviato il 19 marzo 2012).
10. ↑  (EN) Animation News Discussion Cartoon Community – toonzone news, su toonzone.net. URL consultato il 3 agosto 2010 (archiviato dall'url originale il 17 ottobre 2012).
11. ↑  (EN) 'Avatar: The Search' was pitched as a movie by Mike DiMartino, but Nick opted for 'Korra' Book 2, in Hypable, 25 marzo 2013. URL consultato il 26 marzo 2013 (archiviato il 14 maggio 2013).
12. ↑  (EN) Kevin Fitzpatrick, Comic-Con 2010: The Legend of Korra Interview, su ugo.com, 26 luglio 2010. URL consultato il 3 agosto 2010 (archiviato dall'url originale il 31 ottobre 2013).
13. ↑  (EN) Nickelodeon orders second season of 'The Legend of Korra' -- EXCLUSIVE | EW.com, su insidetv.ew.com. URL consultato il 5 marzo 2016.
14. ↑  (EN) Andrew Sims, 'Legend of Korra' San Diego Comic-Con fan panel – live blog, in Hypable, Hypable, 13 luglio 2012. URL consultato il 13 luglio 2012 (archiviato dall'url originale il 18 luglio 2012).
15. ↑  (EN) Bryan Konietzko, Michael Dante DiMartino e Joaquim Dos Santos, The Legend of Korra Book 2: Spirits – The Art of the Animated Series, Dark Horse Comics, 2014,  p. 1, ISBN 978-1-61655-462-0.
16. ↑  (EN) DiMartino, Mike, The Icarus Deception: Don't believe the story you've been told, su mikedimartinostory.com, 14 febbraio 2013. URL consultato il 16 febbraio 2013 (archiviato dall'url originale l'11 aprile 2013).
17. ↑  (EN) Bryan Konietzko, July 18, 2013, su bryankonietzko.tumblr.com, 18 luglio 2013. URL consultato il 18 luglio 2013 (archiviato il 22 agosto 2013).
18. ↑  (EN) YumChunks, Korracast Interviews Mike & Bryan, su youtube.com, 23 novembre 2014. URL consultato il 5 dicembre 2014 (archiviato il 19 maggio 2015).
19. ↑  (EN) Bryan Konietzko, December 5, 2014, su bryankonietzko.tumblr.com. URL consultato il 6 dicembre 2014 (archiviato il 19 dicembre 2014).
20. ↑  (EN) Bryan Konietzko, A few preemptive words about Episode 408, "Remembrances"..., 20 novembre 2014. URL consultato il 21 novembre 2014 (archiviato il 24 novembre 2014).
21. ↑  (EN) Fitzpatrick, Kevin, Comic-Con 2014: 'The Legend of Korra' Panel, su ScreenCrush, 25 luglio 2014. URL consultato il 3 novembre 2014 (archiviato il 4 novembre 2014).
22. ↑  (EN) Bryan Konietzko, bryan konietzko, su Tumblr, 31 ottobre 2014. URL consultato il 3 novembre 2014 (archiviato il 13 novembre 2014).
23. ↑  (EN) bryan konietzko, su Tumblr, 15 novembre 2014. URL consultato il 3 dicembre 2014 (archiviato il 24 dicembre 2014).
24. ↑  (EN) Bryan Konietzko, Korrasami is Canon., su Tumblr, 22 dicembre 2014. URL consultato il 23 dicembre 2014 (archiviato il 23 dicembre 2014).
25. ↑  (EN) Bryan Konietzko e Michael Dante DiMartino, The Legend of Korra: All Answered Questions, in Korra Nation, 22 giugno 2012. URL consultato il 30 giugno 2012 (archiviato il 26 settembre 2013).
26. 1 2 3  (EN) "Legend of Korra" Panel at ComicCon 2011, in racebending.com, 28 luglio 2011. URL consultato il 19 ottobre 2018 (archiviato dall'url originale il 31 gennaio 2018).
27. ↑  (EN) The National Shaolin Information Resource, su harmoniousfist.com, The Harmonious Fist Chinese Athletic Association. URL consultato il 19 ottobre 2018 (archiviato dall'url originale il 5 dicembre 2006).
28. ↑  (EN) Tasha Robinson, Legend Of Korra's Michael Dante DiMartino and Joaquim Dos Santos, in The A.V. Club, 13 aprile 2012. URL consultato il 19 ottobre 2018 (archiviato dall'url originale il 31 gennaio 2018).
29. 1 2  (EN) Charles Webb, Interview: Paging, Dr. Fight! A Chat with 'Legend Of Korra' Art Director and Co-Executive Producer Joaquim Dos Santos, in MTV News, 23 aprile 2012. URL consultato il 19 ottobre 2018 (archiviato dall'url originale il 31 gennaio 2018).
30. ↑  (EN) Ulaby, Neda, 'Airbender' Creators Reclaim Their World In 'Korra', su npr.org, National Public Radio, 13 aprile 2012 (archiviato il 24 giugno 2013).
31. ↑  (EN) Noel Kirkpatrick, The Legend of Korra "Peacekeepers" Review: Every Which Way But Korra's, su tv.com. URL consultato il 20 aprile 2015 (archiviato il 2 aprile 2015).
32. ↑  (EN) Legend Of Korra Book 3 Animated By Studio Mir Only: Will Production Time Quicken Without Pierrot Co?, in KpopStarz, 9 agosto 2013. URL consultato il 9 agosto 2013.
33. ↑  (EN) Keval Shah, Which Studio Animated Book 2 of The Legend of Korra – Mir or Pierrot?, in Avatar: The Legend of Korra Online, 22 giugno 2013. URL consultato il 31 dicembre 2013 (archiviato dall'url originale il 1º gennaio 2014).
34. ↑  (EN) Legend Of Korra Season 2 Studio Mir, Pierrot Episode Breakdown Confirmed: Bryan Konietzko To Give Lecture As Rhode Island School Of Design, in KpopStarz, 27 settembre 2013. URL consultato il 27 settembre 2013.
35. 1 2  (EN) Chris O'Brien, Can Americans Make Anime?, in The Escapist, 30 luglio 2012. URL consultato il 15 agosto 2012 (archiviato il 18 ottobre 2012).
36. ↑   La leggenda di Korra: episodio 3x9, L'appostamento [The Stakeout].
37. ↑  (EN) John Booth, Voice of a Geek: An Interview With Dee Bradley Baker, su wired.com, 27 agosto 2010. URL consultato il 24 ottobre 2018.
38. ↑  (EN) Christopher John Farley, ‘The Last Airbender: Legend of Korra’: Exclusive Cast Announcement, su Speakeasy, 7 marzo 2011.
39. 1 2 3 4 5  (EN) Nick Press The Legend of Korra press release (PDF), in Nick Press, Burbank, California, Viacom, 15 marzo 2012. URL consultato il 20 marzo 2012 (archiviato il 28 settembre 2013).
40. ↑  (EN) Michael Di Martino, The story behind Breaking Bad, in Why Story Matters, 16 aprile 2013. URL consultato il 17 aprile 2013 (archiviato dall'url originale il 16 giugno 2013).
41. ↑  (EN) Matt Patches, Comic-Con 2012: 'Legend of Korra' Panel Reveals Book 2: Spirit Detail, in Hollywood.com, Hollywood.com, LLC, 13 luglio 2012. URL consultato il 15 luglio 2012 (archiviato dall'url originale il 3 febbraio 2016).
42. ↑  (EN) Christopher John Farley, 'The Legend of Korra' Creators Answer Your Questions, in Wall Street Journal, "Speakeasy" Blog, 22 giugno 2012. URL consultato il 22 giugno 2012 (archiviato il 22 giugno 2012).
43. ↑  (EN) Marissa Lee, Legend of Korra Panel at ComicCon 2011, su racebending.com, 28 luglio 2011. URL consultato il 30 luglio 2011 (archiviato dall'url originale il 25 marzo 2012).
44. 1 2  (EN) Matt Goldberg, Trailer for The Last Airbender: Legend Of Korra; New Details on the Upcoming Miniseries, su collider.com, 24 luglio 2011. URL consultato il 26 luglio 2011 (archiviato il 10 agosto 2011).
45. ↑  (EN) Bryan Konietzko, Years ago, on the Avatar production, ..., su bryankonietzko.tumblr.com, 28 settembre 2012. URL consultato il 29 settembre 2012 (archiviato il 27 ottobre 2012).
46. ↑  (EN) The cast announcements for The Last Airbender: Legend of Korra from WSJ, News from Wall Street Journal, 7 marzo 2011. URL consultato il 7 marzo 2011 (archiviato l'8 marzo 2011).
47. 1 2  (EN) The Last Airbender Legend Of Korra Panel News, su avatarthelastairbenderonline.com, 23 luglio 2011,  p. 1. URL consultato il 17 settembre 2011 (archiviato dall'url originale il 21 settembre 2011).
48. ↑  (EN) Devindra Hardawar, The Last Airbender: Legend of Korra Trailer: Simply Stunning, su slashfilm.com, 24 luglio 2011. URL consultato il 26 luglio 2011 (archiviato il 17 agosto 2011).
49. ↑  (EN) Tarrlok / Waterbender, in www.nick.com. URL consultato l'8 luglio 2012 (archiviato dall'url originale il 22 giugno 2013).
50. ↑  (EN) Dante Basco returns, su dantebasco.wordpress.com. URL consultato il 22 novembre 2010 (archiviato il 7 novembre 2010).
51. ↑  (EN) Dante Basco [dantebasco], I'm playing a new character... But he definitely has something to do with Zuko! (Tweet), su X, 16 novembre 2010.
52. ↑  (EN) Dan Snierson, 'Legend of Korra': Aubrey Plaza, James Remar, Lisa Edelstein join cast for Book 2, in EW.com, 10 luglio 2013. URL consultato l'11 luglio 2013 (archiviato il 14 luglio 2013).
53. ↑  (EN) Laura Hudson, Exclusive: Walking Dead Star Will Be First Avatar on Legend of Korra, in Wired, 18 luglio 2013. URL consultato il 19 luglio 2013 (archiviato il 19 luglio 2013).
54. ↑  (EN) Christopher John Farley, 'The Legend of Korra' Creators Preview the Season Finale, in Wall Street Journal, Speakeasy blog, 19 giugno 2012. URL consultato il 20 giugno 2012 (archiviato il 21 giugno 2012).
55. ↑   La leggenda di Korra: episodio 2x14, Luce nell'oscurità [Light in the Dark].
56. ↑   La leggenda di Korra: episodio 4x2, Korra è sola [Korra Alone].
57. ↑  (EN) Jordan Minor, The Best Side Characters from the World of Avatar, in Geek.com, 20 novembre 2016. URL consultato il 24 novembre 2018 (archiviato dall'url originale il 30 ottobre 2018).
58. ↑   La leggenda di Korra: episodio 4x3, L'incoronazione [The Coronation].
59. 1 2   La leggenda di Korra: episodio 4x13, L'ultimo scontro [The Last Stand].
60. ↑  (EN) Kevin Wong, Politics and Privilege in The Legend of Korra, in The Artifice, 15 luglio 2013. URL consultato il 24 marzo 2018 (archiviato il 29 gennaio 2018).
61. ↑   La leggenda di Korra: episodio 1x3, La rivelazione [The Revelation].
62. ↑   La leggenda di Korra: episodio 1x1, Welcome to Republic City [Benvenuti a Città della Repubblica].
63. ↑   La leggenda di Korra: episodio 2x1, Spirito ribelle [Rebel Spirit].
64. ↑   La leggenda di Korra: episodio 1x11, Scheletri nell'armadio [Skeletons in the Closet].
65. ↑   La leggenda di Korra: episodio 4x9, Oltre la foresta [Beyond the Wilds].
66. ↑   La leggenda di Korra: episodio 4x1, Dopo tutti questi anni [After All These Years].
67. ↑  (EN) Michal Schick, SeptBender Interview: Jeremy Zuckerman discusses music-bending on 'The Legend of Korra', in Hypable, 23 settembre 2013. URL consultato il 23 settembre 2013 (archiviato dall'url originale il 27 settembre 2013).
68. ↑  (EN) Eagle Rock and Silver Lake musical duo hit the right note with animated series, in The Eastsider LA, 18 settembre 2012. URL consultato il 20 settembre 2012 (archiviato il 23 settembre 2012).
69. ↑  (EN) Matt Patches, Listen to Two Exclusive Clips From the Legend of Korra Soundtrack, in Vulture, 11 luglio 2013. URL consultato il 12 luglio 2013 (archiviato il 14 luglio 2013).
70. ↑  (EN) Eric R. Danton, Listen to An Exclusive Music Track from 'The Legend of Korra', in The Wall Street Journal, 13 giugno 2013. URL consultato il 13 giugno 2013 (archiviato il 16 giugno 2013).
71. ↑  (EN) Jeremy Zuckerman & Benjamin Wynn to Participate in PlayFest, in Film Music Reporter, 17 luglio 2014. URL consultato il 19 luglio 2014 (archiviato il 20 luglio 2014).
72. ↑  (EN) Premios: Las Mejores BSOs: GoldSpirit XIII edición, su BSOspirit.com. URL consultato il 31 agosto 2014 (archiviato dall'url originale il 15 agosto 2014).
73. ↑  (EN) Can Americans Make Anime?, su The Escapist. URL consultato il 5 marzo 2016 (archiviato dall'url originale il 18 ottobre 2012).
74. ↑  (EN) Sandy Schaefer, First Look At 'The Last Airbender: Legend of Korra', su screenrant.com, 8 marzo 2011. URL consultato il 12 novembre 2018 (archiviato dall'url originale il 12 novembre 2018).
75. ↑  (EN) Christopher John Farley, ‘The Last Airbender: Legend of Korra’: Exclusive First Look, su Speakeasy, 6 marzo 2011. URL consultato il 24 ottobre 2018.
76. ↑  (EN) Scott Hill, The Last Airbender Will Return in Legend of Korra, su wired.com, 26 luglio 2011.
77. ↑  (EN) Korra Nation announcement, su Tumblr, 22 febbraio 2012. URL consultato il 24 ottobre 2018.
78. ↑  (EN) Air Temple Island, su Tumblr, 23 febbraio 2012. URL consultato il 24 ottobre 2018.
79. ↑  (EN) Downtown Station in Republic City, su Tumblr, 25 febbraio 2012. URL consultato il 24 ottobre 2018.
80. ↑  (EN) Development art of the Avatar Aang statue, su Tumblr, 29 febbraio 2012. URL consultato il 24 ottobre 2018.
81. ↑  (EN) Early sketch design for Asami Sato, su Tumblr, 27 febbraio 2012. URL consultato il 24 ottobre 2018.
82. ↑  (EN) Early sketch and mask design for Amon, su Tumblr, 28 marzo 2012. URL consultato il 24 ottobre 2018.
83. ↑  (EN) What you've all been waiting for!, su Tumblr, 14 marzo 2012. URL consultato il 25 ottobre 2018.
84. ↑  (EN) "Legend of Korra": Exclusive Look at New "Avatar" Trailer, su Tumblr, 15 marzo 2012. URL consultato il 25 ottobre 2018.
85. ↑  (EN) The Legend of Korra Premiere: Live on KorraNation.com!, su Tumblr, 23 marzo 2012. URL consultato il 25 ottobre 2018.
86. 1 2  (EN) Welcome to Republic City, su avatar.wikia.com. URL consultato il 12 novembre 2018.
87. ↑  (EN) 'The Legend of Korra': First official footage revealed from season 2!, in Hypable, 10 giugno 2013. URL consultato il 10 giugno 2013 (archiviato dall'url originale il 25 luglio 2023).
88. ↑  (EN) Mitchel Clow, 'The Legend of Korra' season 2, episode 1 to premiere at San Diego Comic-Con, in Hypable, 17 luglio 2013. URL consultato il 18 luglio 2013 (archiviato dall'url originale il 25 luglio 2023).
89. ↑  (EN) Nickelodeon’s The Legend Of Korra To Premiere On Saturday, April 14, At 11:00 Am, su tvbythenumbers.zap2it.com. URL consultato il 5 marzo 2016 (archiviato dall'url originale il 15 marzo 2016).
90. ↑  (EN) Maya Salam, 'The Legend of Korra' Book 2 Premiere Date Revealed!, in Yahoo! TV, 15 agosto 2013. URL consultato il 15 agosto 2013.
91. ↑  (EN) Mike Hoffman, Legend of Korra Moving to Digital for Last Five Episodes, in The Escapist, 24 luglio 2014. URL consultato il 25 luglio 2014 (archiviato dall'url originale l'8 agosto 2014).
92. ↑  (EN) Dave Koch, Nick Pull Korra from Airwaves; Web Only, Big Cartoon News, 27 luglio 2014. URL consultato il 27 luglio 2014 (archiviato dall'url originale il 6 agosto 2014).
93. ↑   Francesca Camerino, The Legend of Korra, la serie animata passa dalla tv al web, su tvblog.it, 28 luglio 2014. URL consultato il 3 agosto 2014.
94. 1 2  (EN) Katharine Trendacosta, Creators of The Legend of Korra Explain the Show's Not-Cancellation, in io9, 26 luglio 2014. URL consultato il 26 luglio 2014 (archiviato il 27 luglio 2014).
95. ↑  (EN) Nickelodeon announcement, in www.nick.com, 10 settembre 2014. URL consultato il 5 ottobre 2014 (archiviato il 6 ottobre 2014).
96. ↑  (EN) Eric Goldman, The Legend of Korra Exclusive Clip: Watch the Opening Sequence From Book Four, in IGN, 29 settembre 2014. URL consultato il 29 settembre 2014.
97. ↑  (EN) Lauren Davis, Nickelodeon Comes To Its Senses, Brings Legend Of Korra Back To TV, in io9, 24 novembre 2014. URL consultato il 24 novembre 2014 (archiviato il 27 novembre 2014).
98. ↑  (EN) Aja Romano, Legend of Korra’s messy, complicated legacy, su Vox, 13 agosto 2020. URL consultato il 15 agosto 2020.
99. ↑   Legend of Korra è in arrivo su Netflix, su GamesVillage.it, 22 luglio 2020. URL consultato il 29 settembre 2020.
100. ↑   Francesca Camerino, La Leggenda di Korra, su Nickelodeon arrivano i primi episodi l'8 e il 9 dicembre, il resto dal 17 dicembre, 5 dicembre 2012. URL consultato il 25 ottobre 2018.
101. ↑  (FR) The Legend of Korra : un projet pour le doublage français de la série animée, in Begeek, 23 febbraio 2015. URL consultato il 23 febbraio 2015 (archiviato il 23 febbraio 2015).
102. ↑  (EN) Jennifer Anyango, Films board bans six TV programs 'for promoting homosexuality', in The Standard, 15 giugno 2016. URL consultato il 23 giugno 2017 (archiviato il 17 giugno 2017).
103. ↑   La leggenda di Korra, su Il mondo dei doppiatori, AntonioGenna.net.
104. ↑  (EN) Eric Goldman, The Legend of Korra Book One: Air — Exclusive Blu-Ray and DVD Release Date and Cover Art Reveal 'Book 1: Air' on DVD, Blu, in TV Shows on DVD, 9 aprile 2013. URL consultato l'11 aprile 2013 (archiviato l'11 aprile 2013).
105. ↑  (EN) Legend of Korra Book One: Air, in Ezy DVD. URL consultato il 28 ottobre 2013.
106. ↑  (EN) Legend of Korra: Book One — Air, in Ezy DVD. URL consultato il 14 settembre 2013 (archiviato dall'url originale il 22 settembre 2013).
107. ↑  (EN) Michal Schick, 'The Legend of Korra' season 2 Blu-ray/DVD details announced!, su hypable.com. URL consultato il 14 giugno 2014 (archiviato dall'url originale il 21 maggio 2014).
108. ↑  (EN) The Legend of Korra: Book Two — Spirits (Volumes 1 & 2) [DVD], su amazon.co.uk. URL consultato l'8 settembre 2014.
109. ↑  (EN) The Legend of Korra: Book Two — Spirits (Volumes 1 & 2) [DVD], su jbhifi.com.au. URL consultato il 13 settembre 2014 (archiviato il 13 settembre 2014).
110. ↑  (EN) David Lambert, The Legend of Korra — Blu-ray and DVD Versions Announced for 'Book 3: Changes', in TV Shows on DVD, 2 settembre 2014. URL consultato il 3 settembre 2014 (archiviato dall'url originale il 3 settembre 2014).
111. ↑  (EN) Legend of Korra: Book Three - Change [DVD], su amazon.co.uk. URL consultato il 15 marzo 2015 (archiviato il 10 marzo 2015).
112. ↑  (EN) The Legend of Korra: Book Three — Change [Blu-ray], in JB Hi-Fi. URL consultato il 25 novembre 2014 (archiviato il 24 dicembre 2014).
113. ↑  (EN) Max Nicholson, The Legend of Korra: Book Four Blu-ray and DVD Cover Revealed, in IGN, 8 gennaio 2015. URL consultato l'8 gennaio 2015 (archiviato l'8 gennaio 2015).
114. ↑  (EN) Legend of Korra - Book Four: Balance [DVD] [2014], Amazon.co.uk. URL consultato il 26 settembre 2015.
115. ↑  (EN) The Legend of Korra: Book Four Blu-ray and DVD Release Date (archiviato il 23 giugno 2015).
116. ↑  (EN) Legend of Korra - The Complete Series, su jbhifi.com.au. URL consultato il 16 luglio 2017 (archiviato il 3 gennaio 2018).
117. ↑  (EN) Amanda Kondolojy, Debut of Nickelodeon's 'The Legend of Korra' Draws 4.5 Million Viewers, su tvbythenumbers.zap2it.com, TVbytheNumbers, 17 aprile 2012. URL consultato il 30 maggio 2012 (archiviato dall'url originale il 9 gennaio 2013).
118. ↑  (EN) Adam Kepler, New Animated Series Make Inroads in Ratings, in New York Times, 14 settembre 2012. URL consultato il 16 settembre 2012 (archiviato il 16 settembre 2012).
119. ↑  (EN) Sara Bibel, Friday Cable Ratings: 'WWE Smackdown' Wins Night, 'Legend of Korra', 'Jessie', 'What Not to Wear', 'Fast N Loud' & More, in TV by the Numbers, 16 settembre 2013. URL consultato il 17 settembre 2013 (archiviato dall'url originale il 22 settembre 2015).
120. ↑  (EN) Sara Bibel, Friday Cable Ratings: 'Gold Rush' Wins Night, 'WWE Smackdown', 'Bering Sea Gold', 'Time Machine', 'Jessie' & More, in TV by the Numbers, 25 novembre 2013. URL consultato il 26 novembre 2013 (archiviato dall'url originale il 13 dicembre 2014).
121. ↑  (EN) Michal Schick, 'The Legend of Korra' season 2 premiere brings in low ratings, in Hypable, 17 settembre 2013. URL consultato il 24 settembre 2013 (archiviato dall'url originale il 22 settembre 2013).
122. ↑  (EN) Amanda Kondolojy, Friday Cable Ratings: 'Girl Meets World' Tops Night + 'Zapped', 'Friday Night SmackDown', 'Jessie' & More, in TV by the Numbers, 30 giugno 2014. URL consultato il 30 giugno 2014 (archiviato dall'url originale il 7 luglio 2014).
123. ↑  (EN) Terri Schwartz, 'Legend of Korra: Book 3' shift to digital explained at Comic-Con 2014, su Zap2It.com, 25 luglio 2014. URL consultato il 12 agosto 2014 (archiviato il 13 agosto 2014).
124. ↑  (EN) The Legend of Korra: Season 3, su rottentomatoes.com. URL consultato il 5 ottobre 2014 (archiviato l'11 settembre 2014).
125. ↑  (EN) Scott Thill, Why Legend of Korra Is the Smartest Cartoon on TV, in Wired, 23 giugno 2012. URL consultato il 23 giugno 2012 (archiviato il 23 giugno 2012).
126. 1 2  (EN) Julie Beck, The Legend of Korra: A TV Show for Kids With Serious Appeal for Adults, in The Atlantic, 20 settembre 2013. URL consultato il 20 settembre 2013 (archiviato il 21 settembre 2013).
127. ↑  (EN) Lowry, Brian, The Legend of Korra review, in Variety, 11 aprile 2012. URL consultato il 19 aprile 2012 (archiviato il 19 aprile 2012).
128. ↑  (EN) Noel Kirkpatrick, The Legend of Korra Book 2 Premiere Review: Smells Like Angry Spirit, in TV.com, 14 settembre 2013. URL consultato il 14 settembre 2013 (archiviato il 15 settembre 2013).
129. ↑  (EN) Scott Thill, "You gotta deal with it!": The TV writers behind the powerful female character no one is talking about, in Salon.com. URL consultato il 19 luglio 2014 (archiviato il 19 luglio 2014).
130. 1 2  (EN) David Levesley, 'Game of Thrones' Withdrawal? Watch Nickelodeon's Fantasy Epic 'The Legend of Korra', in The Daily Beast, 1º luglio 2014. URL consultato il 28 luglio 2014 (archiviato il 29 luglio 2014).
131. ↑  (EN) Merrill Barr, Has 'The Legend Of Korra' Created A New Television Genre?, 23 settembre 2013. URL consultato l'11 gennaio 2014 (archiviato l'11 gennaio 2014).
132. ↑  (EN) Scott Thill, The Legend of Korra Upgrades Avatar's Mythic Bending Epic, in Wired, 13 aprile 2012. URL consultato l'11 settembre 2012 (archiviato il 20 luglio 2012).
133. ↑  (EN) Alyssa Rosenberg, 'The Legend of Korra' Tackles Class and Urbanization, Is Amazing, su thinkprogress.org, ThinkProgress, 27 marzo 2012. URL consultato l'11 settembre 2012 (archiviato il 1º luglio 2012).
134. ↑  (EN) Zack Beauchamp, Guest Post: 'The Legend of Korra' Takes On Redistribution, su thinkprogress.org, ThinkProgress, 16 maggio 2012. URL consultato l'11 settembre 2012 (archiviato il 14 ottobre 2012).
135. 1 2 3  (EN) Mike Hoffman, Four Ways The Legend of Korra Respected Its Younger Viewers, in The Escapist, 8 gennaio 2015. URL consultato l'8 gennaio 2015 (archiviato dall'url originale il 12 gennaio 2015).
136. 1 2  (EN) Joanna Robinson, How a Nickelodeon Cartoon Became One of the Most Powerful, Subversive Shows of 2014, in Vanity Fair, 19 dicembre 2014. URL consultato il 19 dicembre 2014 (archiviato il 19 dicembre 2014).
137. 1 2  (EN) Oliver Sava, The Legend Of Korra: "Day Of The Colossus"/"The Last Stand", in The A.V. Club, 19 dicembre 2014. URL consultato il 20 dicembre 2014 (archiviato il 22 dicembre 2014).
138. ↑  (EN) Noel Kirkpatrick, The Legend of Korra Series Finale Review: New Beginnings, in TV.com, 19 dicembre 2014. URL consultato il 20 dicembre 2014 (archiviato il 21 dicembre 2014).
139. ↑  (EN) Bui Hoai-Tran, Let's talk about that 'Legend of Korra' ending..., in USA Today, 22 dicembre 2014. URL consultato il 23 dicembre 2014 (archiviato il 4 marzo 2016).
140. ↑  (EN) IGN Staff, The Legend of Korra: IGN Editors React to the Ending and Korrasami, in IGN, 24 dicembre 2014. URL consultato il 25 dicembre 2014 (archiviato il 25 dicembre 2014).
141. ↑  (EN) Angela Dauvin, Legend of Korra: Living Up to the ATLA Legacy, in Moviepilot, 19 dicembre 2014. URL consultato il 20 dicembre 2014 (archiviato dall'url originale il 21 dicembre 2014).
142. ↑  (EN) Jacob Ogles, 35 LGBT Characters Who Redefined Family TV, in The Advocate, 2 febbraio 2017.
143. ↑  (EN) Megan Farokhmanesh, The Legend of Korra achieved more in under a minute than most shows do in their lifetime, in Polygon, 23 dicembre 2014. URL consultato il 23 dicembre 2014 (archiviato il 23 dicembre 2014).
144. ↑  (EN) io9 Staff, The 100 Most Important Pop Culture Moments of the Last 10 Years: #41-60, in io9, 17 gennaio 2018.
145. ↑  (EN) Susan King, 'Brave,' 'Wreck-It Ralph' among nominees for the Annie Awards, in Los Angeles Times, 3 dicembre 2012. URL consultato il 3 dicembre 2012 (archiviato il 6 dicembre 2012).
146. ↑  (EN) The "44th NAACP Image Awards" Nominees Announced (PDF), su naacpimageawards.net, NAACP, 11 dicembre 2012. URL consultato il 5 gennaio 2013 (archiviato dall'url originale il 19 marzo 2013).
147. ↑  (EN) Best TV Animated Series, in IGN. URL consultato il 6 gennaio 2013 (archiviato il 7 gennaio 2013).
148. ↑  (EN) TV.com's Best of 2012: Best Animated Series, in TV.com, 4 gennaio 2013. URL consultato il 5 gennaio 2013 (archiviato il 9 gennaio 2013).
149. 1 2  (EN) IGN: Best of 2013 - TV, su ign.com, IGN. URL consultato il 18 dicembre 2013 (archiviato il 14 gennaio 2017).
150. ↑  (EN) Best TV Animated Series, in IGN. URL consultato il 13 gennaio 2015 (archiviato il 16 gennaio 2015).
151. ↑  (EN) 2nd Annual BTVA Voice Acting Awards 2012, su behindthevoiceactors.com, BTVA. URL consultato il 3 maggio 2013 (archiviato il 25 aprile 2013).
152. ↑  (EN) Vincent Ingenito, And The Winners of IGN's Best of 2014 Awards Are..., su ign.com, IGN, 12 gennaio 2015. URL consultato il 21 aprile 2015 (archiviato il 29 aprile 2015).
153. ↑  (EN) Award Winners in 2015, su annieawards.org, Annie Awards. URL consultato il 4 dicembre 2014 (archiviato il 6 ottobre 2014).
154. ↑  (EN) Merrill Barr, 'The Legend of Korra' is Proof Good Television Can Survive Anything, in Forbes, 19 dicembre 2014. URL consultato il 19 dicembre 2014 (archiviato il 19 dicembre 2014).
155. ↑  (EN) Michelle Jaworski, Fans turn to Netflix to lobby for more 'Avatar' and 'Legend of Korra', in The Daily Dot, January 12, 2015. URL consultato il 18 gennaio 2015 (archiviato il 18 gennaio 2015).
156. ↑  (EN) Sam Barsanti, NBC is developing a magical martial arts drama, 11 gennaio 2015. URL consultato il 12 gennaio 2015 (archiviato il 12 gennaio 2015).
157. ↑  (EN) Rob Bricken, NBC Is Going To Make A Martial Arts Fantasy Show Because Why Not, 12 gennaio 2015. URL consultato il 12 gennaio 2015 (archiviato il 13 gennaio 2015).
158. ↑  (EN) Christian Holub, First 'Legend of Korra' Graphic Novel Coming In June 2017, in EW.com, 4 ottobre 2016. URL consultato il 4 ottobre 2016 (archiviato il 5 ottobre 2016).
159. ↑  (EN) The Legend Of Korra: Turf Wars Part Two TPB, su darkhorse.com, Dark Horse Comics. URL consultato il 10 gennaio 2018.
160. ↑  (EN) The Legend of Korra: Turf Wars Part Three TPB, su darkhorse.com, Dark Horse Comics. URL consultato il 17 giugno 2018 (archiviato dall'url originale il 6 ottobre 2018).
161. ↑  (EN) NYCC 2018: The Legend of Korra Continues at Dark Horse With Co-Creator Michael Dante DiMartino, su darkhorse.com, Dark Horse Comics, 1º ottobre 2018. URL consultato il 28 ottobre 2018 (archiviato dall'url originale il 28 ottobre 2018).
162. ↑  (EN) Avatar: The Legend of Korra – Book 1: Air – The Art of the Animated Series, su darkhorse.com, Dark Horse Comics. URL consultato il 12 maggio 2013 (archiviato il 7 giugno 2013).
163. ↑  (EN) Dark Horse's July 2014 Solicitations, su comicbookresources.com, Comic Book Resources. URL consultato il 5 maggio 2014 (archiviato il 6 maggio 2014).
164. ↑  (EN) The Legend of Korra - Book 3: Change – The Art of the Animated Series, su amazon.com. URL consultato il 5 maggio 2014.
165. ↑  (EN) The Legend of Korra - Book 4: Balance – The Art of the Animated Series, su amazon.com. URL consultato il 27 gennaio 2015.
166. ↑  (EN) Eric Goldman, The Legend of Korra: Sneak Peek at the New Enhanced Experience Interactive Book, in IGN, 1º luglio 2013. URL consultato il 2 luglio 2013 (archiviato il 5 luglio 2013).
167. ↑  (EN) Bryan Konietzko, I'm The Art Show, Deal With It! A Legend of Korra Tribute (by PixelDrip Gallery), su bryankonietzko.tumblr.com, 23 settembre 2013. URL consultato il 24 settembre 2013 (archiviato il 29 settembre 2013).
168. ↑  (EN) The Legend Of Korra / Avatar: The Last Airbender Tribute Exhibition, su Gallery Nucleus. URL consultato il 1º gennaio 2015 (archiviato il 1º gennaio 2015).
169. ↑  (EN) Michael Mammano, A Day at the Avatar/Korra Art Show at Gallery Nucleus, in Den of Geek, 16 marzo 2015. URL consultato il 22 marzo 2015 (archiviato il 19 marzo 2015).
170. ↑  (EN) Susana Polo, This is what a Legend of Korra adult coloring book looks like before it’s done, in Polygon, 1º marzo 2017. URL consultato il 1º marzo 2017 (archiviato il 1º marzo 2017).
171. ↑  (EN) Michael Schick, 'Legend of Korra' roundup: Season 3 moving forward, season 1 novelized, in Hypable, 31 ottobre 2012. URL consultato il 1º novembre 2012 (archiviato dall'url originale il 4 novembre 2012).
172. ↑  (EN) Mitch Dyer, Platinum Games' The Legend of Korra Coming in 2014, in IGN, 25 giugno 2014. URL consultato il 25 giugno 2014.
173. ↑  (EN) Kyle Charizanis, Legend of Korra 3DS Screenshots + Release Date, in Nintendo Enthusiast, 21 ottobre 2014. URL consultato il 23 ottobre 2014 (archiviato dall'url originale il 22 ottobre 2014).
174. ↑  (EN) The Legend of Korra: Games, su nick.com, Nickelodeon. URL consultato il 30 gennaio 2013 (archiviato dall'url originale il 28 gennaio 2013).
175. ↑  (EN) Marc Graser e Justin Kroll, Paramount ramping up animation slate, in Variety, 17 agosto 2012. URL consultato il 17 agosto 2012 (archiviato il 19 agosto 2012).
176. ↑  (EN) Bryan Konietzko, No Korra movie in the works at this time, su bryankonietzko.tumblr.com, 29 agosto 2012. URL consultato il 30 agosto 2012 (archiviato l'11 settembre 2012).
177. ↑  (EN) IGN Live at San Diego Comic-Con 2013, in IGN, 19 luglio 2013. URL consultato il 19 luglio 2013 (archiviato il 21 luglio 2013).
178. ↑  (EN) Laura Hudson, Exclusive Look at the First Legend of Korra Webisode, in Wired, 9 agosto 2013. URL consultato il 9 agosto 2013 (archiviato il 10 agosto 2013).
179. ↑  (EN) Mike DiMartino, 8.9.13, su michaeldantedimartino.tumblr.com. URL consultato il 9 agosto 2013 (archiviato il 27 settembre 2013).
180. ↑  (EN) Legend of Korra: Aang Memorial Statue, su darkhorse.com, 22 aprile 2015. URL consultato il 14 novembre 2018.
181. ↑  (EN) Eric Goldman, Comic-Con: Nickelodeon Exclusives Include New Avatar, Korra, Tmnt and Power Rangers Collectibles, in IGN, 25 giugno 2015. URL consultato il 28 giugno 2015 (archiviato il 28 giugno 2015).
182. ↑  (EN) Charles Pulliam-Moore, Korra and Asami's Love Has Been Immortalized as an Adorable Avatar Statue, in io9. URL consultato il 17 marzo 2018.
183. ↑  (EN) IDW Announces Avatar: The Legend Of Korra Board Game, su comicbook.com, 23 giugno 2017. URL consultato il 23 giugno 2017 (archiviato il 23 giugno 2017).
184. ↑   Alessandro Fresta, The Legend of Korra: è in arrivo un boardgame!, su isolaillyon.it, 28 giugno 2017. URL consultato il 20 novembre 2018.
185. ↑  (EN) Avatar Legends RPG on Kickstarter Aug 3rd!, su magpiegames.com. URL consultato il 20 settembre 2022 (archiviato dall'url originale il 20 settembre 2022).
186. ↑   Avatar Legends: The Roleplaying Game, disponibile il Quickstart, su tomshw.it, 13 luglio 2021. URL consultato il 20 settembre 2022.
187. ↑  (EN) Avatar Legends Has Been So Successful It's Run Out of Stretch Goals, su ign.com, novembre 2021.